# Lesoto
Lesoto, oficialmente denominado Reino de Lesoto (en sesoto: Muso oa Lesotho), es un país sin salida al mar, del sur de África, geográfica y políticamente enclavado dentro de Sudáfrica. Lesoto tiene una superficie poco mayor a 30 355 km² y una población de 2.1 millones de habitantes. Su capital y ciudad más grande es Maseru. El país también se conoce con el sobrenombre de El Reino de la Montaña.
Lesoto fue fundado en 1824 por el rey Moshoeshoe I. Las continuas invasiones de colonos holandeses hicieron que el rey firmara un acuerdo con el Imperio británico para convertirse en el protectorado de Basutolandia en 1868 y, en 1884, en una colonia de la corona inglesa. Obtuvo la independencia en 1966 y, posteriormente, fue gobernado por el Partido Nacional Basoto (BNP) durante dos décadas. Su gobierno constitucional fue restaurado en 1993 después de siete años de gobierno militar. El rey Moshoeshoe II fue exiliado en 1990, pero regresó en 1992 y fue reinstalado en 1995. Un año después, Moshoeshoe II murió y su hijo Letsie III tomó el trono.
El grupo étnico soto (también conocido como basoto), del cual el país deriva su nombre, compone el 99,7% de la población actual del país, lo que lo convierte en uno de los más homogéneos étnicamente del mundo. Su lengua materna, el sesoto, es el idioma oficial junto con el inglés. El nombre Lesoto se traduce como "tierra de los hablantes de sesoto".
Lesoto se considera un país de ingresos medios bajos con importantes desafíos socioeconómicos. Casi la mitad de su población está por debajo del umbral de pobreza y la tasa de prevalencia del VIH/SIDA del país es la segunda más alta del mundo. Sin embargo, también apunta a una alta tasa de educación primaria universal y tiene una de las tasas de alfabetización más altas de África (81% en 2021). Lesoto es miembro de las Naciones Unidas, el Movimiento de Países No Alineados, la Mancomunidad de Naciones, la Unión Africana y la Comunidad de Desarrollo de África Austral.

## Historia

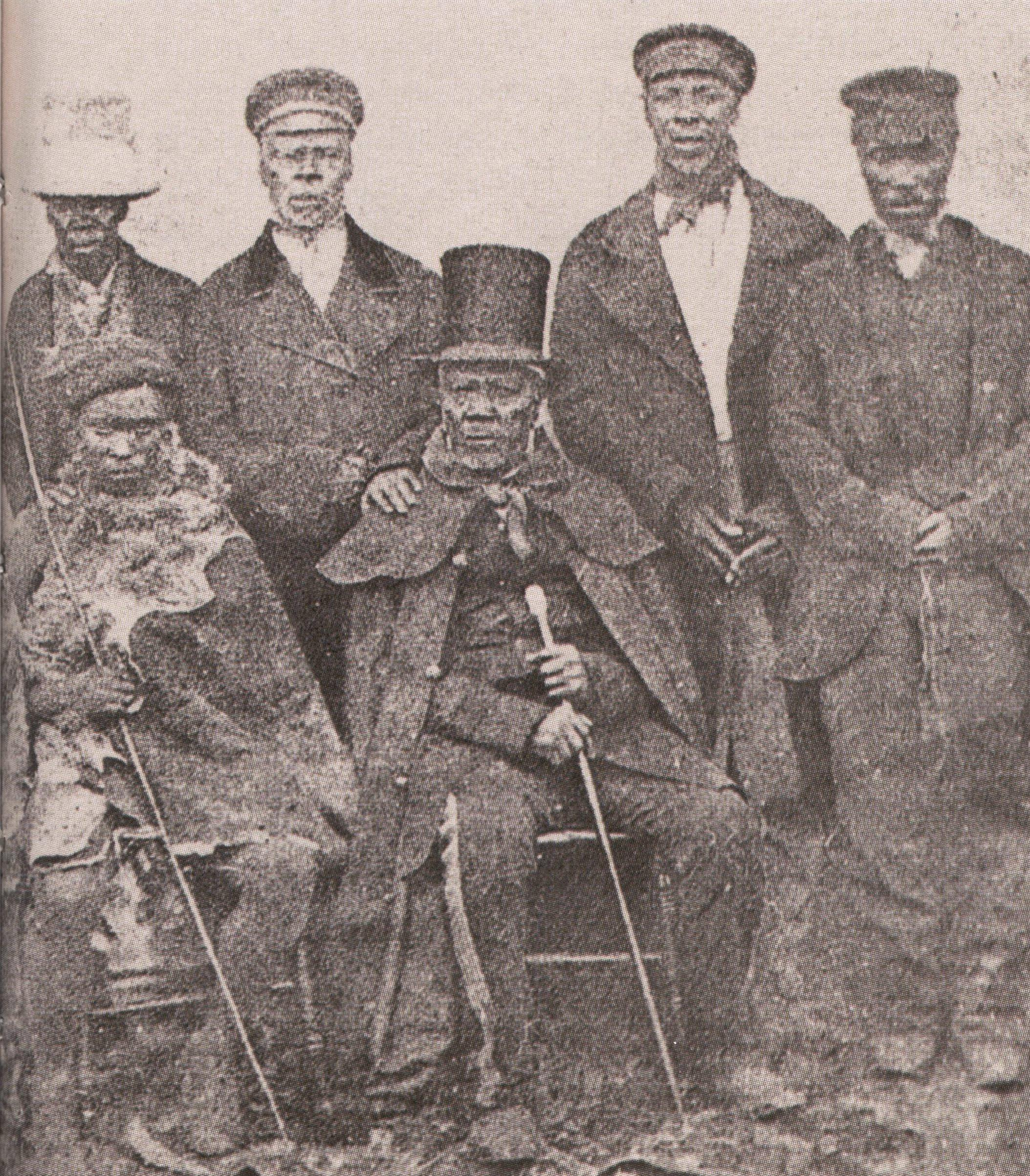
El rey Moshoeshoe I con sus ministros.

En los primeros años del siglo XIX, como consecuencia directa del período Mfecane, el rey de los basutos, Moshoeshoe I, fundó el reino; si bien una serie de enfrentamientos militares con los bóeres entre 1856 y 1868, le llevaron al poco tiempo a solicitar ayuda al Reino Unido, convirtiéndose en protectorado británico en mayo de 1868. A lo largo del siglo XIX, el país fue despojado de sus áreas más fértiles que fueron incorporadas a Sudáfrica.
Surgido después de la nación histórica de los basutos, Lesoto obtuvo la independencia del Reino Unido el 4 de octubre de 1966. En enero de 1970, Leabua Jonathan, del Partido Nacional de Basotho (BNP), asumió el poder, disolvió el Congreso Nacional y exilió al rey Moshoeshoe II. En 1974, bajo el mandato de Leabua, el Partido del Congreso de Basotho (BCP) ganó las elecciones. Leabua las anuló, rehusó ceder el poder al BCP y encerró, además, a su líder.
El BNP gobernó por decreto hasta enero de 1986, cuando un golpe de Estado lo obligó a dejar el poder. La junta militar devolvió el poder ejecutivo al exiliado rey Moshoeshoe II. En 1987, después de un desacuerdo con la Fuerza de Defensa, el rey fue forzado nuevamente al exilio. Su hijo asumió la corona bajo el título de rey Letsie III.
El presidente de la Junta Militar, el general Metsing Lekhanya, fue expulsado en 1991 y luego reemplazado por el general Elias Phisoana Ramaema, quien devolvió el poder a un gobierno del BCP (democráticamente elegido) en 1993. Moshoeshoe II regresó desde el exilio en 1992 como un ciudadano ordinario. El rey Letsie III intentó sin éxito persuadir al gobierno del BCP para dejar a su padre (Moshoeshoe II) como jefe de Estado.
En agosto de 1994, Letsie III protagonizó un golpe de Estado, el cual fue diluido por los militares, que además quitaron del gobierno al BCP. El nuevo gobierno no fue reconocido formalmente por el resto de los países de la comunidad internacional. Moshoeshoe II fue repuesto como rey de Lesoto en 1995, si bien un año después falleció, pasando la corona de nuevo a Letsie III.
Se suele considerar el año 1820, como la fecha de nacimiento de la nación de Lesoto, cuando el rey Moshoeshoe unió bajo su dirección a las comunidades basotho dispersas tras los ataques e intentos de ocupación del territorio de Lesoto, por los ejércitos Zulú y Ndebele. Moshoeshoe, junto a su gente, se hizo fuerte, primero en Butha-Buthe, y luego en los montes de Thaba-Bosiu, a unos 30 km de donde está la actual capital del país, Maseru. En 1868, Moshoeshoe, para defenderse tanto de otras pueblos hostiles como de la posible ocupación de sus tierras por los bóeres, pidió la ayuda del ejército británico, quien se la brindó a cambio de convertirse en protectorado británico.

### Independencia
En 1966 Moshoeshoe II proclamó la independencia del Reino de Lesoto. La nación es una amalgamación étnica de comunidades Sesoto, San, Griqua y otros. Desde la independencia, Lesoto ha sido gobernado por el Basutoland National Party (BNP), un partido conservador que se mantuvo en muy buenas relaciones con los países de la Línea del Frente anti apartheid (Angola, Zimbabue, Mozambique, Zambia y Namibia) y sirvió a menudo de refugio para los opositores al régimen racista sudafricano.
Las formas autocráticas de gobierno del presidente del BNP, Leabua Jonathan, favorecieron el surgimiento de una fuerte oposición que llegó a manifestarse en forma de enfrentamientos violentos a través del Ejército de Liberación de Lesoto, que a su vez contaba con apoyo del Gobierno sudafricano.

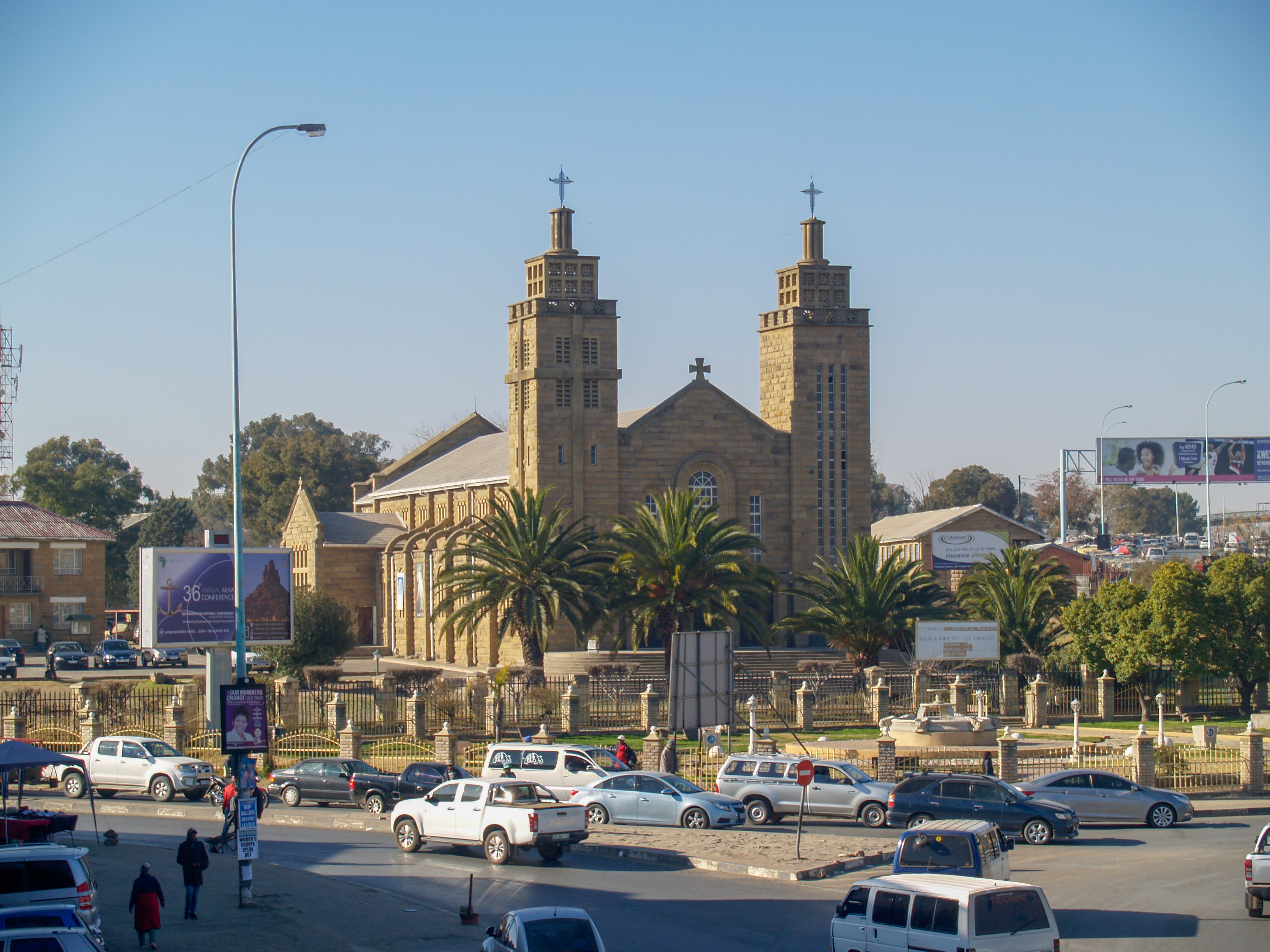
Catedral de Nuestra Señora de la Victorias construida en la década de 1950 bajo el dominio británico es un legado de la influencia europea en Lesoto

Su posición con Sudáfrica fue contestada por ésta con el cierre de sus fronteras con Lesoto en 1983, lo que ayudó a provocar una crisis alimentaria y económica, y el 20 de enero de 1986, Leabua Jonathan fue derrocado por un golpe de Estado dirigido por el general Lekhanya. Aunque el Gobierno sudafricano negase vehementemente cualquier implicación en dicho golpe, el hecho del acercamiento del gobierno de Lekhanya a los deseos del gobierno sudafricano parece desmentir esa negativa.
Lekhanya, que se había enfrentado en repetidas ocasiones con la política del rey Moshoeshoe II, fue derrocado en 1991 por otro golpe de Estado, cuyo gobierno tomó entre sus primeras medidas la de obligar al rey a exiliarse en Londres, siendo sustituido por su hijo, que gobernaría con el nombre de Letsie III. Tras negociaciones entre el nuevo dirigente del Gobierno, el general Elías Ramaema, y Moshoeshoe II, el monarca volvió al país en agosto de 1992, aunque permitiendo que siguiera ocupando el trono su hijo.
Ramaema, que se comprometió a la celebración de elecciones libres y a la entrega del poder al gobierno civil que resultara de las mismas, cumplió su promesa y en marzo de 1993 se llevaron a cabo las elecciones para la Asamblea Nacional. Curiosamente, a pesar de que los 65 escaños del Parlamento fueron ganados por el Partido del Congreso Basotho (BCP) y, en contra de las acusaciones de los partidos de la oposición, un comité "independiente" declaró "libres y justas" dichas elecciones.
El gobierno del BCP, dirigido por el primer ministro Ntsu Mokhehle, pronto tuvo enfrente a importantes sectores del Ejército, que no dudaron en realizar dos intentos de golpe de Estado desde 1994. Lestsie III disolvió entonces el Parlamento y el Gobierno, aduciendo al descontento popular existente, y se puso él mismo a la cabeza de ambas instituciones.
El rechazo nacional e internacional a esta postura del monarca fue seguido de fuertes presiones diplomáticas que obligaron al rey a abdicar un mes después y devolver el trono a su padre Moshoeshoe II. Sin embargo, en enero de 1996, tras la muerte de su padre en accidente automovilístico, Letsie III fue de nuevo llamado por el Parlamento para ocupar la jefatura de Estado.
En 1997, el BCP en el poder se escindió por disputas de liderazgo. El primer ministro, Ntsu Mokhehle, formó un nuevo partido, el Congreso de Lesoto para la Democracia (LCD), y fue seguido por la mayoría de los diputados, lo que le permitió formar un nuevo gobierno. Pakalitha Mosisili sucedió a Mokhehle al frente del partido y el LCD ganó las elecciones generales de 1998. Las protestas de la oposición «se intensificaron», culminando en una manifestación ante el palacio real en agosto de 1998. Aunque las tropas de la Fuerza de Defensa de Botsuana fueron bien recibidas, las tensiones con las tropas de la Fuerza de Defensa Nacional Sudafricana desembocaron en enfrentamientos. Los disturbios «se intensificaron» cuando las tropas sudafricanas izaron una bandera sudafricana sobre el palacio real. Cuando las fuerzas de la SADC se retiraron, en mayo de 1999, gran parte de la capital, Maseru, «estaba en ruinas», y las capitales de provincia del sur, Mafeteng y Mohale's Hoek, habían perdido más de un tercio de sus propiedades comerciales.

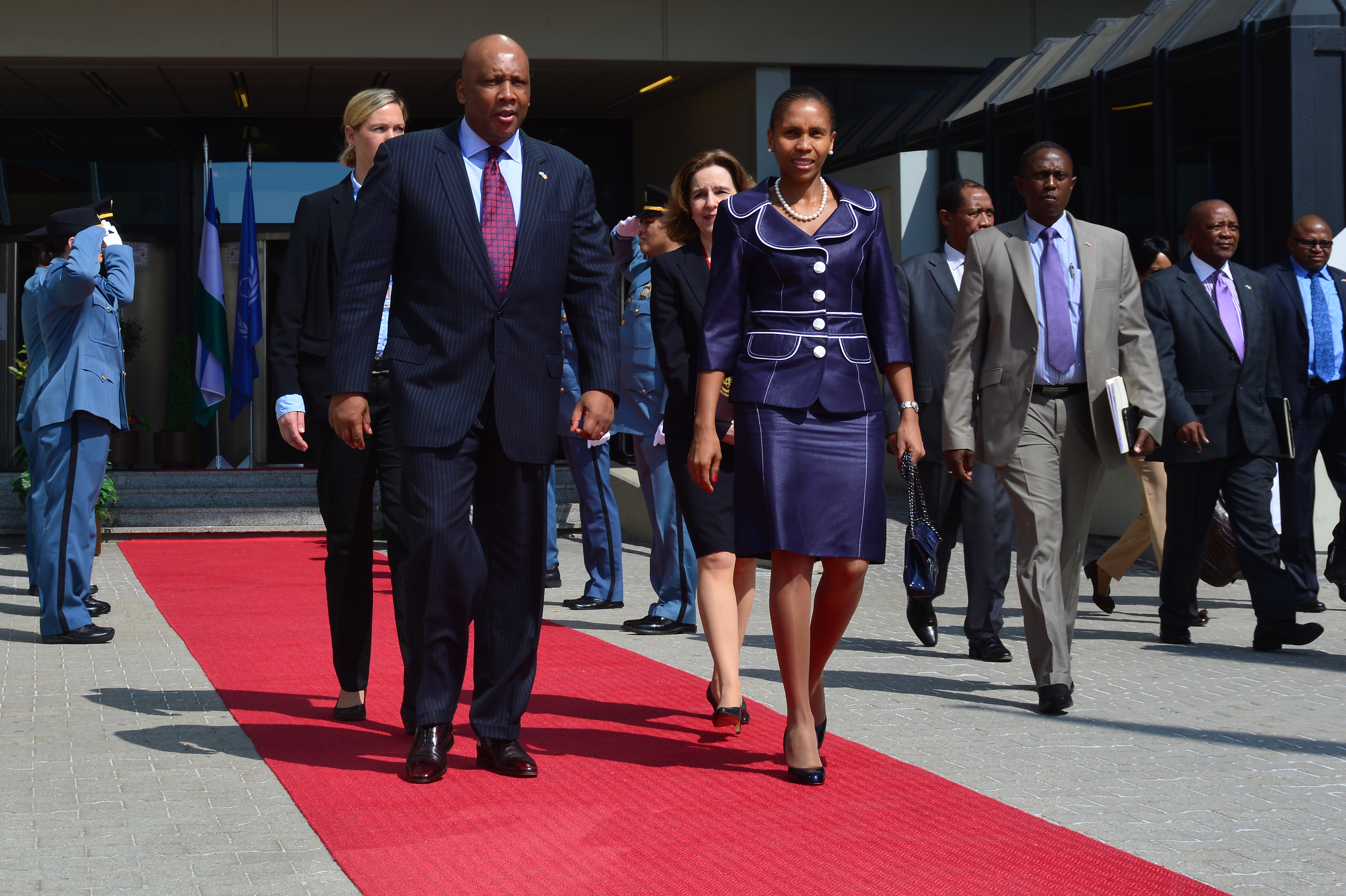
El Rey Letsie III y la Reina Masenate Mohato Seeiso de Lesoto

En diciembre de 1998 se creó una Autoridad Política Provisional (IPA), encargada de revisar la estructura electoral del país. La IPA ideó un sistema electoral proporcional para garantizar que la oposición estuviera representada en la Asamblea Nacional. El nuevo sistema mantuvo los 80 escaños electos existentes en la Asamblea y añadió 40 escaños que se cubrirían de forma proporcional. Las elecciones se celebraron con este nuevo sistema en mayo de 2002, y LCD ganó, obteniendo el 54% de los votos. Hay irregularidades y amenazas de violencia por parte del Mayor General Lekhanya. Nueve partidos de la oposición ocupan los 40 escaños proporcionales, y el BNP tiene la mayor cuota (21). El LCD tiene 79 de los 80 escaños por circunscripción. Aunque sus miembros electos participan en la Asamblea Nacional, el BNP ha puesto en marcha recursos legales contra las elecciones, incluido un recuento.
El 30 de agosto de 2014, se produjo un presunto «golpe» militar frustrado que obligó al entonces primer ministro Thomas Thabane a huir a Sudáfrica durante tres días El 19 de mayo de 2020, Thomas Thabane dimitió formalmente como primer ministro de Lesoto tras meses de presiones después de ser nombrado sospechoso del asesinato de su ex mujer Moeketsi Majoro, economista y exministro de Planificación del Desarrollo, fue elegido sucesor de Thabane.
El 13 de mayo de 2020, según el Ministerio de Sanidad, Lesoto se convirtió en la última nación africana en notificar un caso de COVID-19.
El 28 de octubre de 2022, Sam Matekane juró su cargo como nuevo primer ministro de Lesoto tras formar un nuevo gobierno de coalición. Su partido Revolución para la Prosperidad (RFP), formado a principios del mismo año, ganó las elecciones del 7 de octubre.

## Gobierno y política
Lesoto es una monarquía parlamentaria constitucional, cuya carta magna se promulgó el 2 de abril de 1993. El primer ministro, Sam Matekane, es el jefe de Gobierno y tiene poderes ejecutivos.
La figura del rey posee en la actualidad funciones ceremoniales, sirviendo principalmente como un símbolo de unidad nacional.
El Revolución Para la Prosperidad (RFP) controla en la actualidad la mayoría de los escaños de la Asamblea Nacional (también conocida como la Cámara Baja). En las últimas elecciones de 2022, el oficialista RFP obtuvo 56 de 120 escaños, el Congreso Democrátrico (CD) 29 y Convención de Todos los Basotos (ABC) 8, el resto de escaños se los llevaron los 11 partidos restantes, la mayoría en la oposición.
La Cámara Alta (o Senado) es el producto de la tradición tribal del país. Sus miembros (22 en la actualidad) tienen un cargo hereditario, y la mitad de ellos son elegidos por el monarca (bajo las indicaciones del primer ministro).
La Constitución de 1993 establece la división de poderes, por lo que existe un sistema judicial independiente y neutral. Dicho organismo está compuesto por la Cámara de Apelaciones, la Corte Suprema, la Corte de Magistrados, y una serie de pequeños juzgados repartidos por las zonas rurales. La totalidad de los juristas de estos organismos (excepto uno) son de origen sudafricano.
La Carta Magna, además de la división de poderes anteriormente expuesta, protege los derechos civiles, incluyendo la libertad de expresión, de asociación y de prensa, así como la libertad religiosa y de reunión.

### Derecho
La Constitución de Lesoto entró en vigor tras la publicación de la Orden de Entrada en Vigor. Constitucionalmente, la legislación se refiere a las leyes que han sido aprobadas por ambas cámaras del parlamento y que han recibido el visto bueno del rey (Sección 78(1)). La legislación subordinada se refiere a las leyes aprobadas por otros organismos en los que el parlamento, en virtud de la Sección 70(2) de la Constitución, ha delegado válidamente tales poderes legislativos. Entre ellas se incluyen las publicaciones gubernamentales, las órdenes ministeriales, los reglamentos ministeriales y las ordenanzas municipales.
Lesoto comparte con Sudáfrica, Botsuana, Eswatini, Namibia y Zimbabue un sistema jurídico general mixto, resultado de la interacción entre el derecho civil romano-neerlandés y el common law inglés. Su derecho general funciona de forma independiente. Lesoto aplica el common law, que se refiere al derecho no escrito o de fuentes no estatutarias, y excluye el derecho consuetudinario. Las decisiones de los tribunales sudafricanos sólo son persuasivas, y los tribunales se remiten a ellas para formular sus decisiones. 
Las decisiones de algunas jurisdicciones pueden citarse por su valor persuasivo. Las decisiones de los tribunales de primera instancia no sientan precedente, ya que se trata de tribunales inferiores. Están vinculados por las decisiones del Tribunal Superior (High Court) y del Tribunal de Apelación (Court of Appeal). El Tribunal de Apelación, última instancia de apelación en todos los asuntos, tiene jurisdicción de supervisión y revisión sobre todos los tribunales de Lesoto.
Lesoto tiene un sistema jurídico dual formado por el derecho consuetudinario y el derecho general. El derecho consuetudinario está formado por las costumbres de los basutos, escritas y codificadas en las Leyes de Lerotholi. El derecho general se compone del derecho romano neerlandés importado del Cabo y de los estatutos de Lesoto. La codificación del derecho consuetudinario se produjo después de que en 1903 se nombrara un consejo para asesorar al Comisario Residente británico sobre qué leyes serían las mejores para gobernar a los basutos. Hasta entonces, las costumbres y leyes de los basutos se transmitían de generación en generación por tradición oral. 
El consejo recibió el encargo de codificarlas y elaboró las Leyes de Lerotholi, que luego aplican los tribunales consuetudinarios (tribunales locales). Las obras escritas de ciertos autores tienen valor persuasivo en los tribunales de Lesoto. Se trata de los escritos de las «antiguas autoridades, así como de autores contemporáneos de jurisdicciones similares».

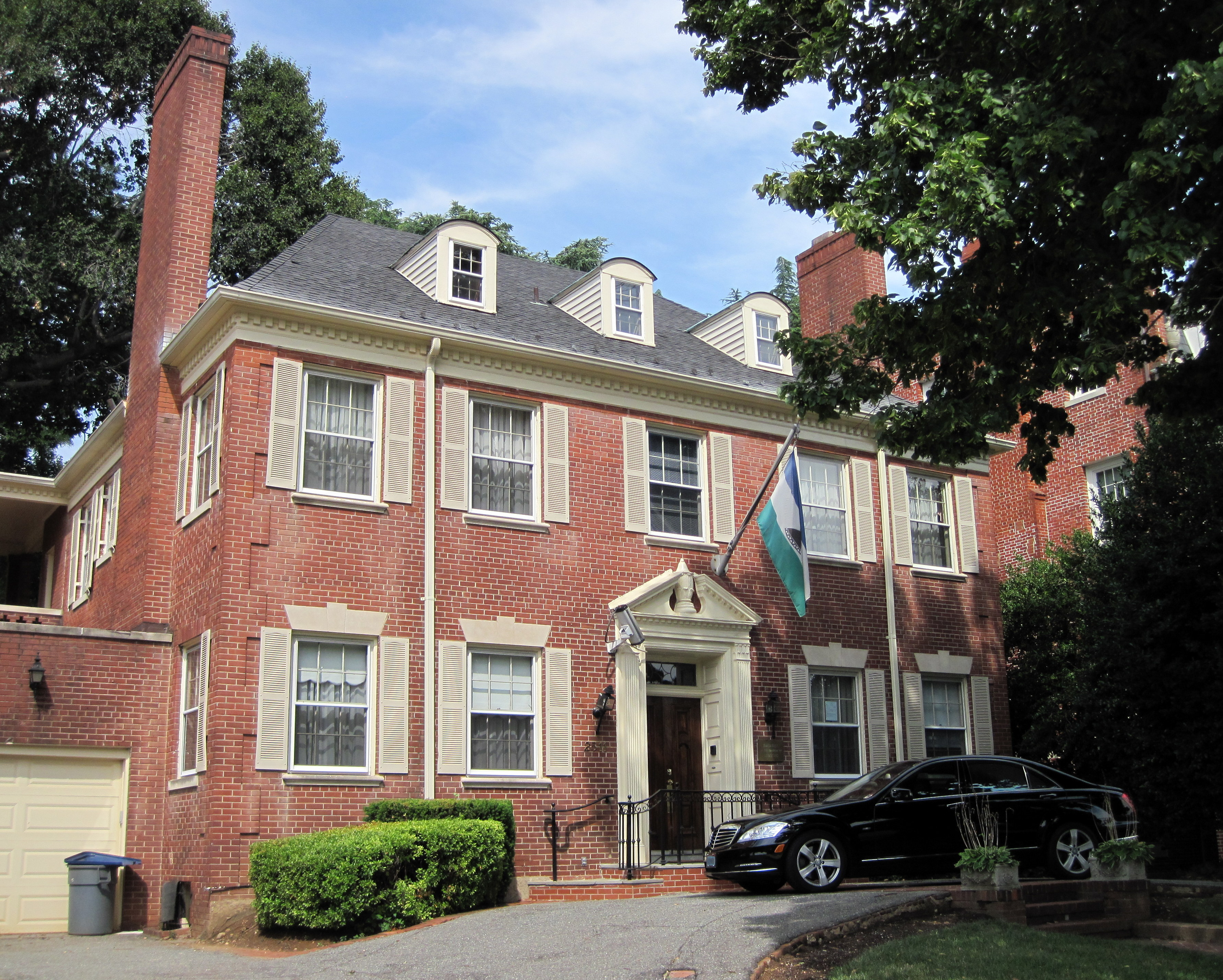
Embajada de Lesoto en Washington, Estados Unidos

### Política Exterior
Lesoto es miembro de algunas organizaciones económicas regionales, como la Comunidad para el Desarrollo del África Austral (SADC) y la Unión Aduanera del África Austral (SACU), y participa activamente en las Naciones Unidas (ONU), la Unión Africana (UA), el Movimiento de Países No Alineados (MNOAL), la Commonwealth y otras organizaciones internacionales.
Lesoto ha mantenido vínculos con el Reino Unido (Gales en particular), Alemania, Estados Unidos y otros países occidentales. Rompió relaciones con China y las restableció con Taiwán en 1990, y posteriormente restableció lazos con China. Reconoce el Estado de Palestina. Desde 2014 hasta 2018, reconoció la República de Kosovo un territorio independiente de facto.
Se opuso públicamente al apartheid en Sudáfrica y concedió asilo político a varios refugiados sudafricanos durante esa época de la historia de África. En 2019, firmó el tratado de la ONU sobre la Prohibición de las Armas Nucleares.
Las ONG canadienses y la ayuda exterior proporcionada por el Gobierno canadiense han mejorado la sanidad y la educación en Lesoto. Varios políticos de Lesoto han utilizado becas proporcionadas por Canadá para obtener un título universitario, como Pakalitha Mosisili, 4.º primer ministro de Lesoto. Canadá sigue estrechando lazos aumentando la ayuda exterior y las becas universitarias para estudiantes de secundaria en Lesoto.
India y Lesoto mantienen buenas relaciones diplomáticas. Lesoto tiene una Alta Comisión en Nueva Delhi e India tiene un Alto Comisionado no residente en Pretoria (Sudáfrica). Ambas naciones forman parte del Movimiento de Países No Alineados y de la Mancomunidad de Naciones.
Considerando que India es la mayor democracia del mundo, y dadas las contribuciones pasadas al fomento de la paz, Lesoto decidió oficialmente respaldar la candidatura de India a un puesto permanente en un Consejo de Seguridad reformado. Lesoto también ha reconocido Cachemira como parte integrante de India, y apoya la postura india al respecto. Según la página web de la Alta Comisión india en Pretoria, desde 1996, la Alta Comisión en Pretoria está acreditada simultáneamente en Lesoto. Anteriormente, Lesoto estaba a cargo de la Alta Comisión en Botsuana. Tras la visita del primer ministro Mosisili a India en agosto de 2003, Lesoto abrió una misión residente en Nueva Delhi. El Sr. Shabir Peerbhai fue nombrado Alto Comisionado de Lesoto en la India.". Shri Man Mohan Bakaya fue nombrado cónsul honorario de la India en el Reino de Lesoto en marzo de 2014 en una ceremonia celebrada en la capital de Lesoto, Maseru, por el Alto Comisionado de la India en Sudáfrica (acreditado en Lesoto).

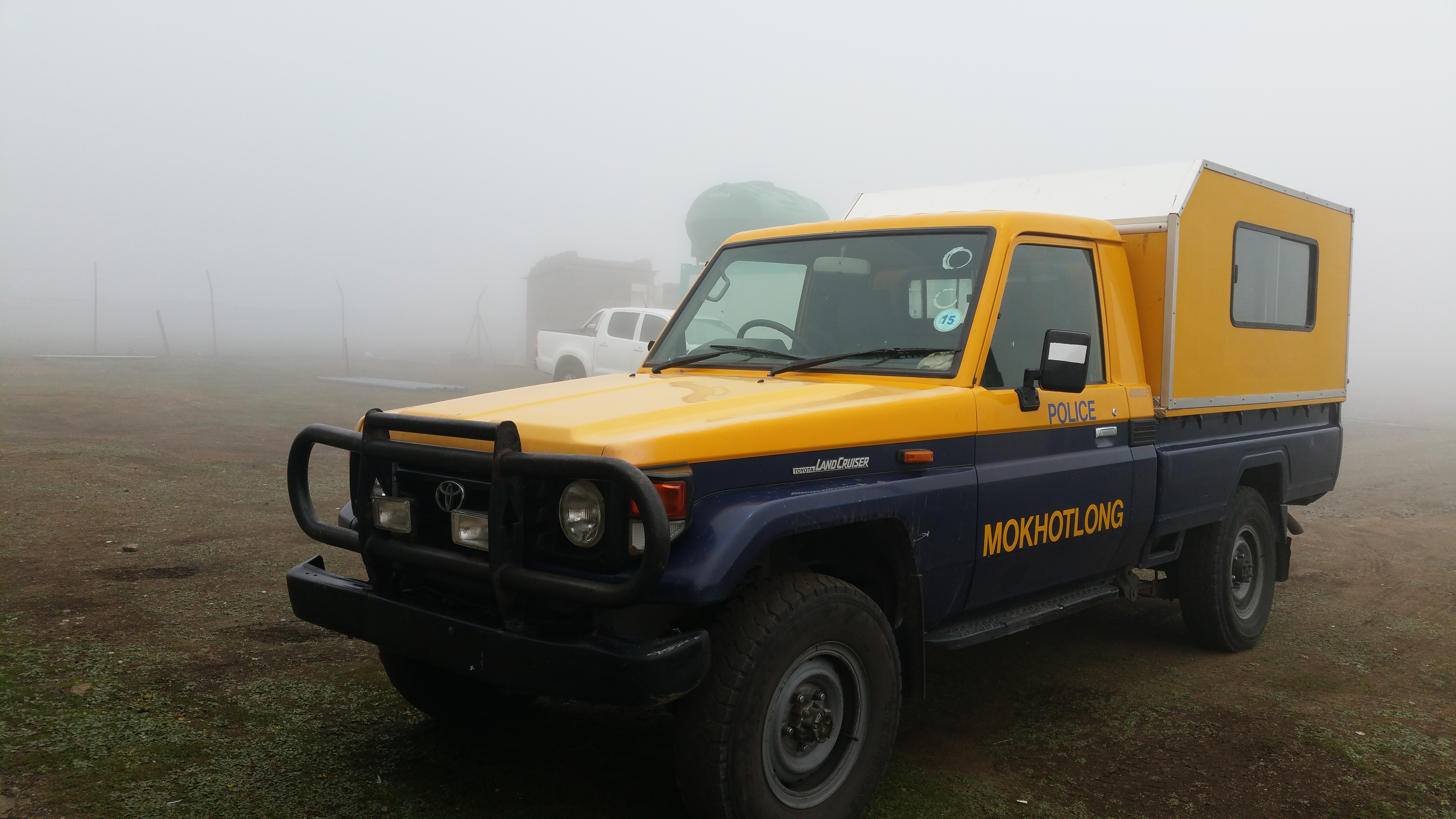
Un vehículo de la Policía de Lesoto en el paso de Sani

### Policía
El Servicio de Policía Montada de Lesoto (Lesotho Mounted Police Service, LMPS) es el cuerpo de policía nacional del Reino de Lesoto. El abogado Borotho Matsoso es el actual comisario del LMPS desde el 24 de mayo de 2024 tras jurar su cargo ante el primer ministro Sam Matekane.
El servicio de policía se creó en 1872, con una dotación inicial de 110 hombres. Adoptó una disciplina militar y, a partir de 1878, una estructura de rangos militares basada en la del ejército británico. En la década de 1950, el cuerpo se orientó hacia un funcionamiento policial civil y, en 1958, sustituyó su estructura de rangos militares por rangos policiales civiles convencionales. Originalmente conocido como Policía Montada de Basutolandia (Basutoland Mounted Police), el cuerpo cambió posteriormente su nombre por el de Policía de Lesoto, luego Policía Montada de Lesoto (1966) y Real Fuerza Montada de Lesoto (1986). Hoy en día, al igual que muchas fuerzas policiales, ha adoptado el estilo «servicio de policía» en su nombre formal actual de Servicio de Policía Montada de Lesoto.

Samuel Mokoro, comandante adjunto de las Fuerzas de Defensa de Lesoto, camina junto al Vicealmirante Robert Moeller, de EE. UU. mientras inspeccionan a los soldados de las Fuerzas de Defensa de Lesoto.

### Defensa
La Fuerza de Defensa de Lesoto (Lesotho Defence Force LDF, por sus siglas en inglés) es el ejército del Reino de Lesoto, formado por unos 2.000 efectivos y encargado de mantener la seguridad interior, la integridad territorial y la defensa de la Constitución de Lesoto. Dado que el montañoso reino no tiene salida al mar y está rodeado por Sudáfrica, en la práctica la defensa exterior del país está garantizada por su vecino mayor, por lo que las fuerzas armadas se utilizan principalmente para la seguridad interior. La LDF es un ejército con un pequeño ala aérea.
El ejército se creó en 1978. Las Fuerzas de Defensa de Lesoto participaron en el golpe militar de 1986, en los conflictos internos de 1994 y 1998, y en los disturbios de 2007.
Tras las elecciones generales de Lesoto de 1993, en agosto de 1994, el rey Letsie III disolvió el Parlamento recién elegido en un golpe de Estado que contó con el apoyo de los militares.
El 30 de agosto de 2014 se produjo un supuesto golpe militar que obligó al entonces primer ministro Tom Thabane a huir a Sudáfrica durante tres días En septiembre de 2017 se produjo una breve crisis cuando el teniente general Khoantle Motsomotso (entonces comandante de las LDF) fue asesinado por algunos oficiales subalternos, lo que provocó la intervención de la Comunidad para el Desarrollo del África Meridional (SADC).

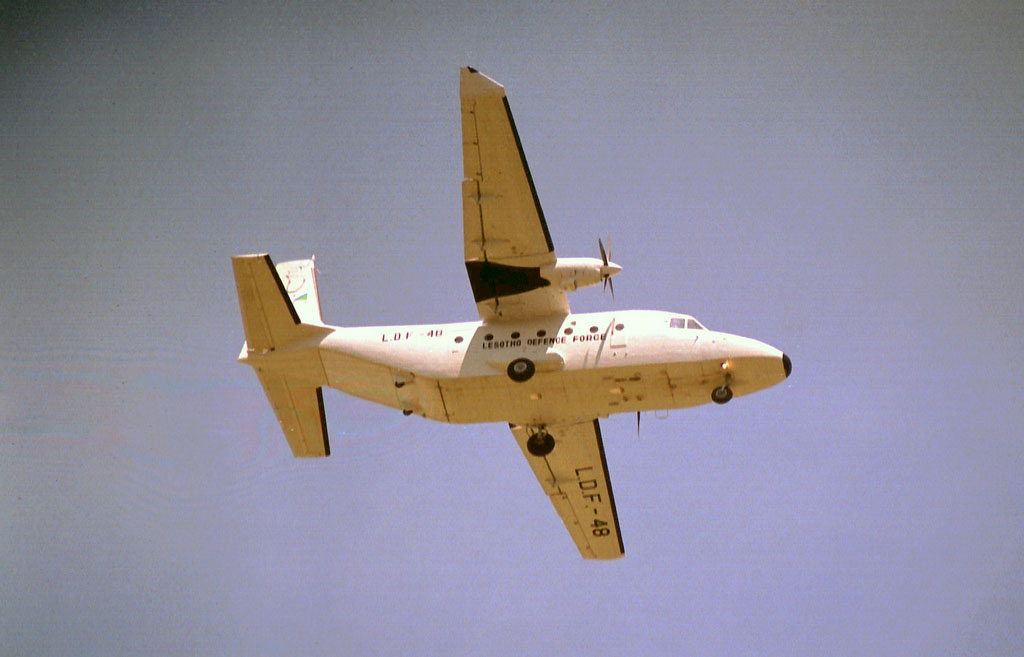
Un avión Casa de la Fuerza Aérea de Lesoto (Air force of Lesotho)

En 2021, un contingente de la LDF fue enviado a Mozambique como parte de la Misión de la Comunidad de Desarrollo de África Austral en Mozambique (SAMIM) para ayudar al gobierno mozambiqueño durante la insurgencia en Cabo Delgado. En consecuencia, el contingente participó en ofensivas progubernamentales a partir de agosto de 2021.
El ejército de Lesoto comenzó en la década de 1960, inicialmente como una fuerza de policía paramilitar, establecida por separado del Servicio de Policía Montada de Lesoto el 1 de abril de 1978. Fue reconocido como ejército en agosto de 1979 y se amplió en la década de 1980 en respuesta a las actividades insurgentes del Partido del Congreso de Basutolandia. Tras el golpe militar de enero de 1986, que llevó al poder al general Justin Lekhanya, el ejército pasó a denominarse Real Fuerza de Defensa de Lesoto. En 1990, se estimaba que contaba con unos 2.000 efectivos divididos en una compañía de reconocimiento, una batería de artillería, siete compañías, un pelotón de fuerzas especiales y una compañía de apoyo..

### Derechos humanos
En materia de derechos humanos, respecto a la pertenencia a los siete organismos de la Carta Internacional de Derechos Humanos, que incluyen al Comité de Derechos Humanos (HRC),  ha firmado o ratificado:
| Bandera de ? | Tratados internacionales | Tratados internacionales | Tratados internacionales | Tratados internacionales | Tratados internacionales  | Tratados internacionales | Tratados internacionales | Tratados internacionales | Tratados internacionales    | Tratados internacionales | Tratados internacionales | Tratados internacionales | Tratados internacionales    | Tratados internacionales    | Tratados internacionales | Tratados internacionales  | Tratados internacionales | Tratados internacionales |
| --- | --- | ------------------------ | --- | --- | ------------------------- | --- | ------------------------ | --- | --------------------------- | --- | ------------------------ | ------------------------ | --------------------------- | --------------------------- | ------------------------ | ------------------------- | ------------------------ | ------------------------ |
| Bandera de ? | CESCR | CESCR                    | CCPR | CCPR | CCPR                      | CERD | CED                      | CEDAW | CEDAW                       | CAT | CAT                      | CRC                      | CRC                         | CRC                         | CRC                      | MWC                       | CRPD                     | CRPD                     |
| Bandera de ? | CESCR | CESCR-OP                 | CCPR | CCPR-OP1 | CCPR-OP2-DP               | CERD | CED                      | CEDAW | CEDAW-OP                    | CAT | CAT-OP                   | CRC                      | CRC-OP-AC                   | CRC-OP-SC                   | CRC-OP-CP                | MWC                       | CRPD                     | CRPD-OP                  |
| Pertenencia | Lesoto ha reconocido la competencia de recibir y procesar comunicaciones individuales por parte de los órganos competentes. | Sin información.         | Lesoto ha reconocido la competencia de recibir y procesar comunicaciones individuales por parte de los órganos competentes. | Lesoto ha reconocido la competencia de recibir y procesar comunicaciones individuales por parte de los órganos competentes. | Ni firmado ni ratificado. | Lesoto ha reconocido la competencia de recibir y procesar comunicaciones individuales por parte de los órganos competentes. | Sin información.         | Lesoto ha reconocido la competencia de recibir y procesar comunicaciones individuales por parte de los órganos competentes. | Firmado pero no ratificado. | Lesoto ha reconocido la competencia de recibir y procesar comunicaciones individuales por parte de los órganos competentes. | Sin información.         | Firmado y ratificado.    | Firmado pero no ratificado. | Firmado pero no ratificado. | Sin información.         | Ni firmado ni ratificado. | Sin información.         | Sin información.         |
| Firmado y ratificado, firmado, pero no ratificado, ni firmado ni ratificado, sin información, ha accedido a firmar y ratificar el órgano en cuestión, pero también reconoce la competencia de recibir y procesar comunicaciones individuales por parte de los órganos competentes. | |                          | | |                           | |                          | |                             | |                          |                          |                             |                             |                          |                           |                          |                          |

## Organización político-administrativa
El reino de Lesoto se encuentra dividido en 10 distritos:
|                  | \| Distrito \| Capital \| Superficie (km²) \| Población (hab.) \| \| ---------------- \| -------------- \| ---------------- \| ---------------- \| \| 1. Berea \| Teyateyaneng \| 2222 \| 300.000 \| \| 2. Butha-Buthe \| Butha-Bethe \| 1767 \| 130.000 \| \| 3. Leribe \| Hlotse \| 2823 \| 450.000 \| \| 4. Mafeteng \| Mafeteng \| 2119 \| 330.000 \| \| 5. Maseru \| Maseru \| 4279 \| 500.000 \| \| 6. Mohale's Hoek \| Mohale's Hoek \| 3530 \| 310.000 \| \| 7. Mokhotlong \| Mokhotlong \| 4075 \| 130.000 \| \| 8. Qacha's Nek \| Qacha's Nek \| 2349 \| 110.000 \| \| 9. Quthing \| Quthing/Moyeni \| 2916 \| 200.000 \| \| 10. Thaba-Tseka \| Thaba-Tseka \| 4270 \| 170.000 \| |                  |                  |
| Distrito         | Capital | Superficie (km²) | Población (hab.) |
| 1. Berea         | Teyateyaneng | 2222             | 300.000          |
| 2. Butha-Buthe   | Butha-Bethe | 1767             | 130.000          |
| 3. Leribe        | Hlotse | 2823             | 450.000          |
| 4. Mafeteng      | Mafeteng | 2119             | 330.000          |
| 5. Maseru        | Maseru | 4279             | 500.000          |
| 6. Mohale's Hoek | Mohale's Hoek | 3530             | 310.000          |
| 7. Mokhotlong    | Mokhotlong | 4075             | 130.000          |
| 8. Qacha's Nek   | Qacha's Nek | 2349             | 110.000          |
| 9. Quthing       | Quthing/Moyeni | 2916             | 200.000          |
| 10. Thaba-Tseka  | Thaba-Tseka | 4270             | 170.000          |

## Geografía

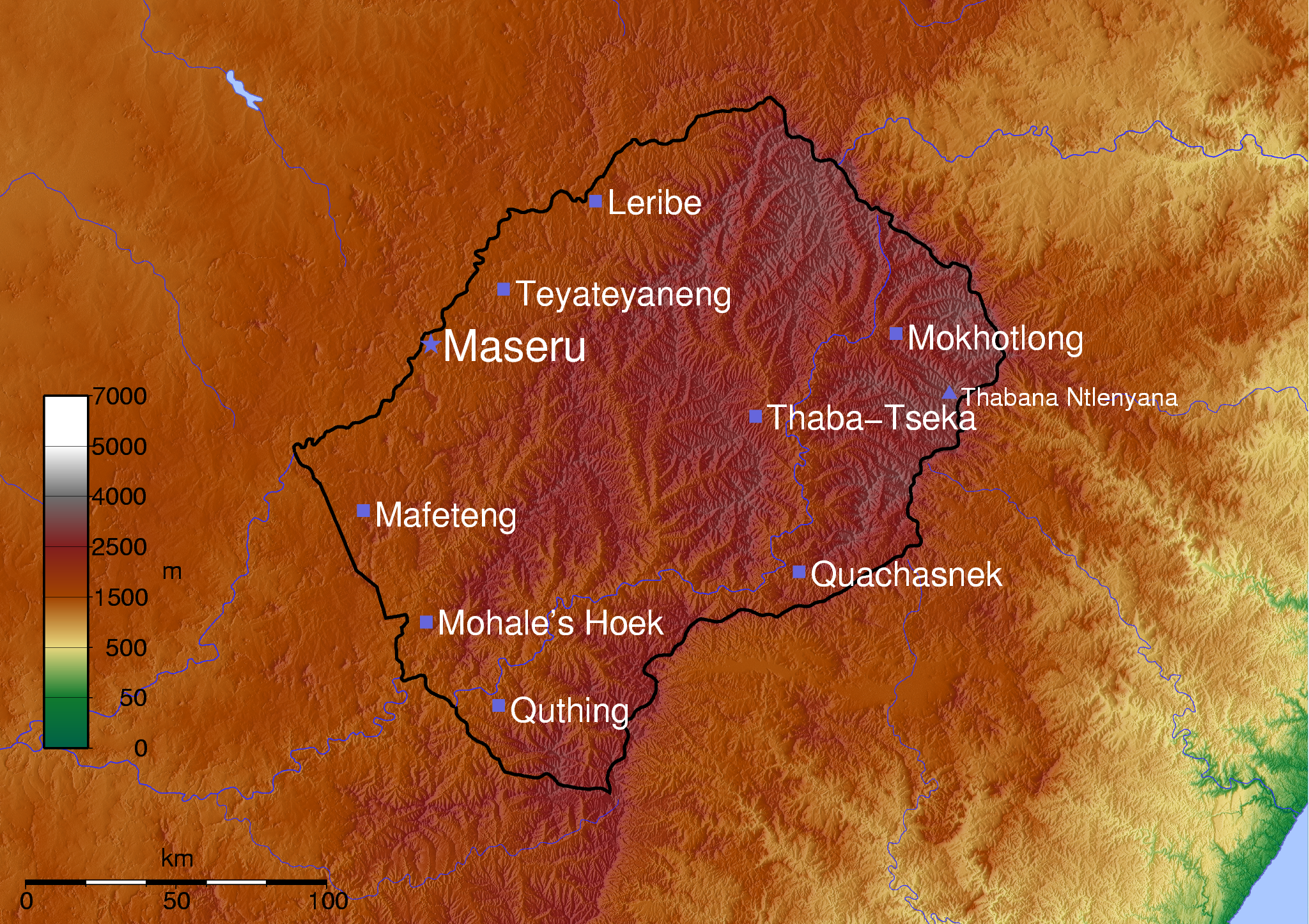
Mapa satelital de Lesoto en el cual se observan, además de su composición orográfica, sus principales ciudades.

Lesoto se encuentra situado en el sur de África, rodeado completamente por Sudáfrica y, por lo tanto, carece de salida al mar. Su territorio ocupa 30.355 km², que a título comparativo corresponde a la superficie belga.
Es un país con un gran número de montañas: en el Norte se encuentra la cordillera de las Maloti, y al Sureste las Drakensberg. Con una altitud de 1400 m s. n. m. en su punto más bajo, en la confluencia de los ríos Orange y Makhaleng, el país tiene la cota inferior más alta del mundo. Curiosamente, esta cota inferior es más alta que el punto más alto de 93 países. Cabe considerar que más del 80% del territorio se encuentra por encima de los 1800 m.
La particularidades geográficas de este país, y su cercanía a Sudáfrica (al cual exporta agua potable), han hecho posible el desarrollo de proyectos hidroeléctricos de considerable magnitud.
En cuanto a su flora, Lesoto es un país sumamente árido. Casi todos sus bosques han sido talados, y a pesar de que ha habido numerosos proyectos para reforestar parte del país con árboles de eucalipto de rápido crecimiento, la escasez de tierra fértil y la alta demanda de leña como combustible han dificultado la tarea.

### Clima

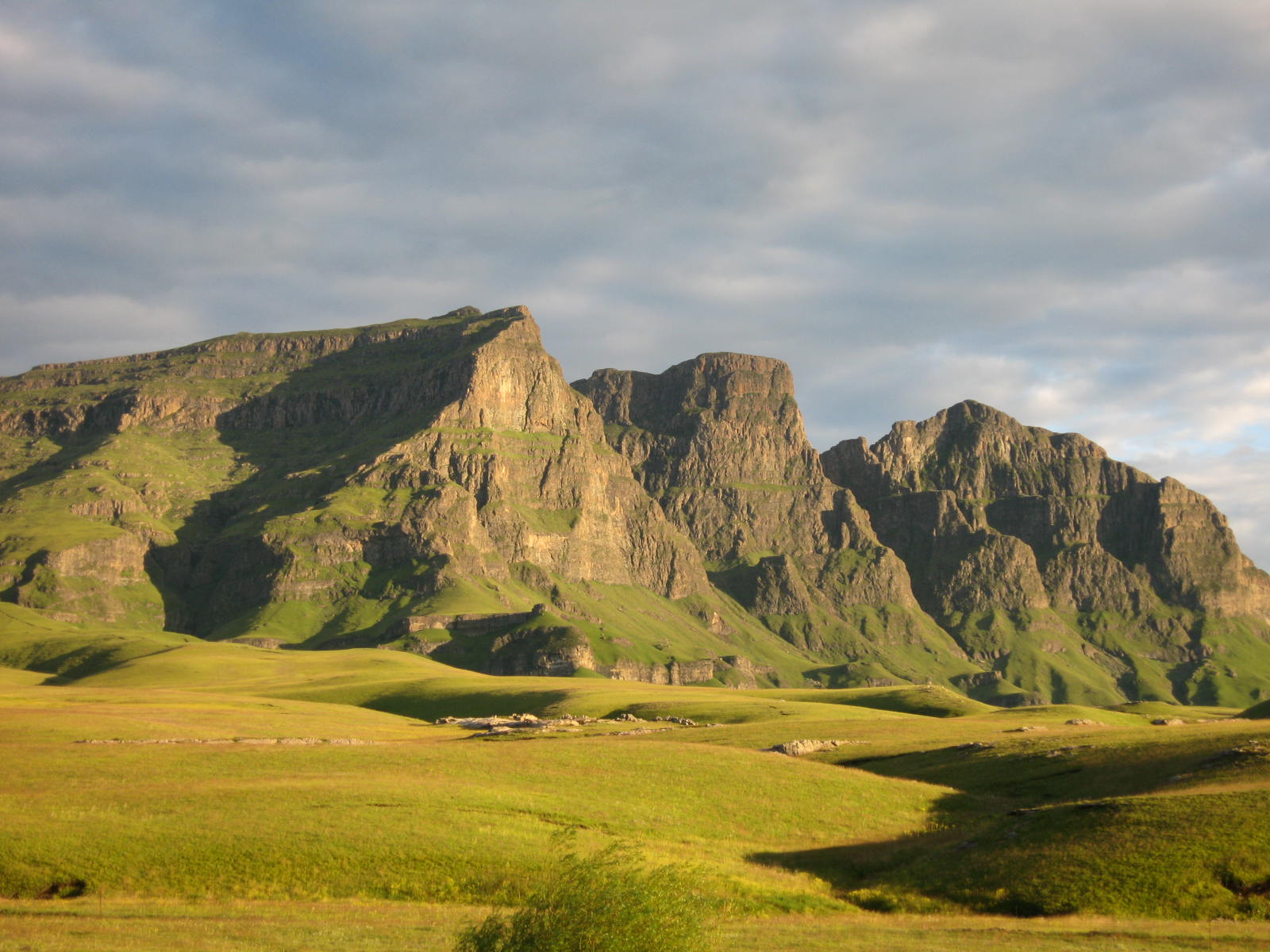
Paisaje de las Colinas de Lesoto

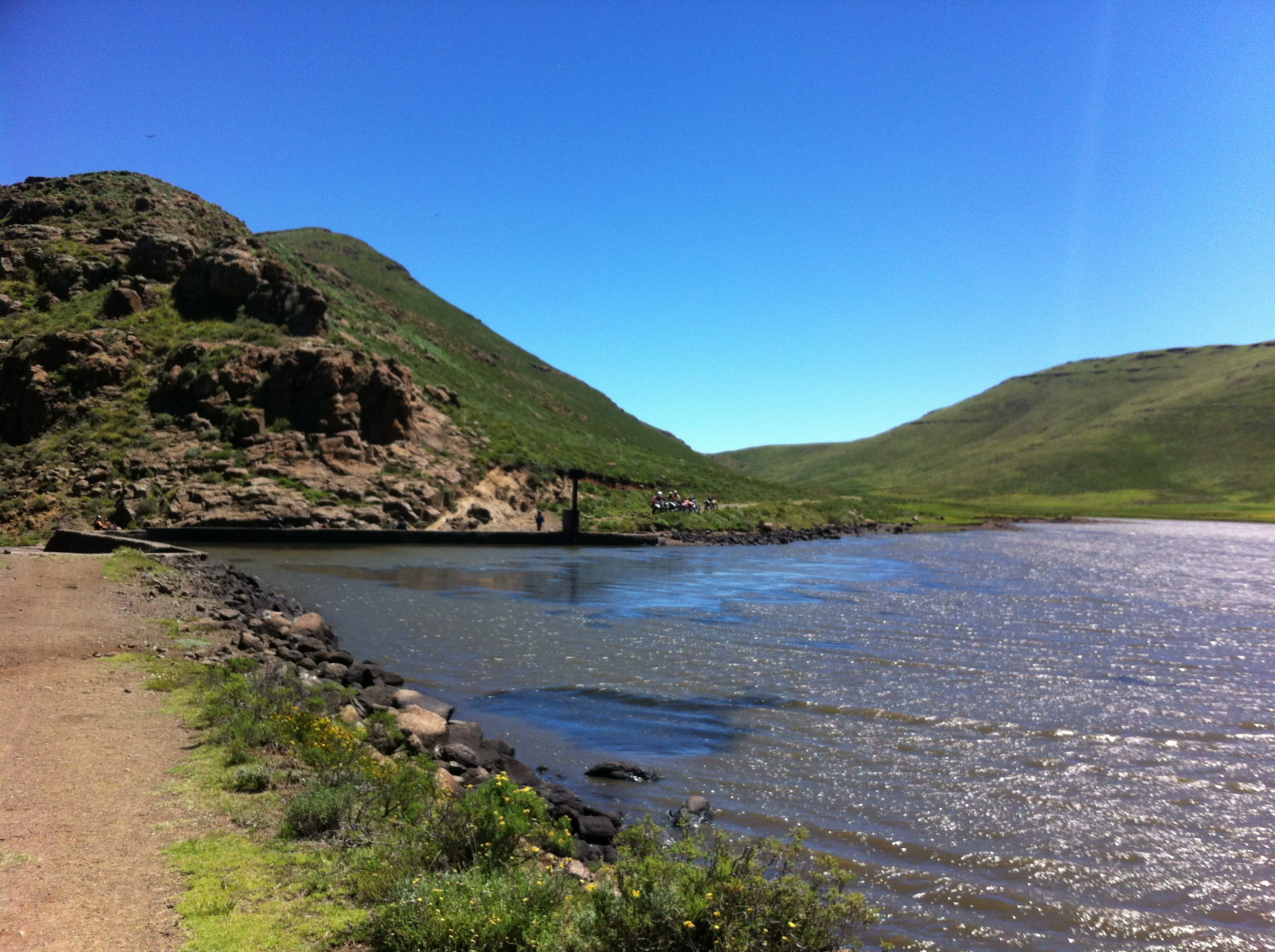
El Lago Letsie en Lesoto

Debido a su altitud, Lesoto se mantiene a temperaturas más bajas durante todo el año que otras regiones en la misma latitud. La mayoría de las precipitaciones son tormentas de verano. Maseru y los terrenos anexos a menudo alcanzan los 30 °C (86,0 °F) en verano. Los inviernos pueden ser fríos, en ocasiones llegando a alcanzarse los −7 °C (19,4 °F) en los terrenos más bajos y los −20 °C (−4,0 °F) en los más elevados. La nieve es frecuente en las tierras altas entre mayo y septiembre; las cimas más elevadas pueden presentar nieve durante todo el año.
| Parámetros climáticos promedio de Maseru, Lesoto | Parámetros climáticos promedio de Maseru, Lesoto | Parámetros climáticos promedio de Maseru, Lesoto | Parámetros climáticos promedio de Maseru, Lesoto | Parámetros climáticos promedio de Maseru, Lesoto | Parámetros climáticos promedio de Maseru, Lesoto | Parámetros climáticos promedio de Maseru, Lesoto | Parámetros climáticos promedio de Maseru, Lesoto | Parámetros climáticos promedio de Maseru, Lesoto | Parámetros climáticos promedio de Maseru, Lesoto | Parámetros climáticos promedio de Maseru, Lesoto | Parámetros climáticos promedio de Maseru, Lesoto | Parámetros climáticos promedio de Maseru, Lesoto | Parámetros climáticos promedio de Maseru, Lesoto |
| Mes                                              | Ene.                                             | Feb.                                             | Mar.                                             | Abr.                                             | May.                                             | Jun.                                             | Jul.                                             | Ago.                                             | Sep.                                             | Oct.                                             | Nov.                                             | Dic.                                             | Anual                                            |
| ------------------------------------------------ | ------------------------------------------------ | ------------------------------------------------ | ------------------------------------------------ | ------------------------------------------------ | ------------------------------------------------ | ------------------------------------------------ | ------------------------------------------------ | ------------------------------------------------ | ------------------------------------------------ | ------------------------------------------------ | ------------------------------------------------ | ------------------------------------------------ | ------------------------------------------------ |
| Temp. máx. media (°C)                            | 28                                               | 27                                               | 24                                               | 21                                               | 18                                               | 16                                               | 15                                               | 19                                               | 23                                               | 24                                               | 26                                               | 27                                               | 22.3                                             |
| Temp. media (°C)                                 | 22                                               | 21                                               | 18                                               | 15                                               | 11                                               | 9                                                | 9                                                | 11                                               | 15                                               | 17                                               | 19                                               | 20                                               | 15.6                                             |
| Temp. mín. media (°C)                            | 14                                               | 14                                               | 12                                               | 8                                                | 3                                                | 0                                                | -1                                               | 2                                                | 6                                                | 9                                                | 12                                               | 13                                               | 7.7                                              |
| Precipitación total (mm)                         | 111                                              | 100                                              | 92                                               | 70                                               | 29                                               | 17                                               | 12                                               | 19                                               | 27                                               | 75                                               | 88                                               | 92                                               | 732                                              |
| Días de precipitaciones (≥ 0.1 mm)               | 13                                               | 10                                               | 11                                               | 8                                                | 6                                                | 3                                                | 3                                                | 3                                                | 3                                                | 8                                                | 10                                               | 10                                               | 88                                               |
| Horas de sol                                     | 287                                              | 263                                              | 259                                              | 241                                              | 247                                              | 232                                              | 254                                              | 279                                              | 278                                              | 276                                              | 279                                              | 307                                              | 3202                                             |
| Humedad relativa (%)                             | 37                                               | 42                                               | 43                                               | 42                                               | 38                                               | 35                                               | 32                                               | 27                                               | 24                                               | 30                                               | 34                                               | 35                                               | 34.9                                             |
| Fuente: World Climate Guide.                     |                                                  |                                                  |                                                  |                                                  |                                                  |                                                  |                                                  |                                                  |                                                  |                                                  |                                                  |                                                  |                                                  |

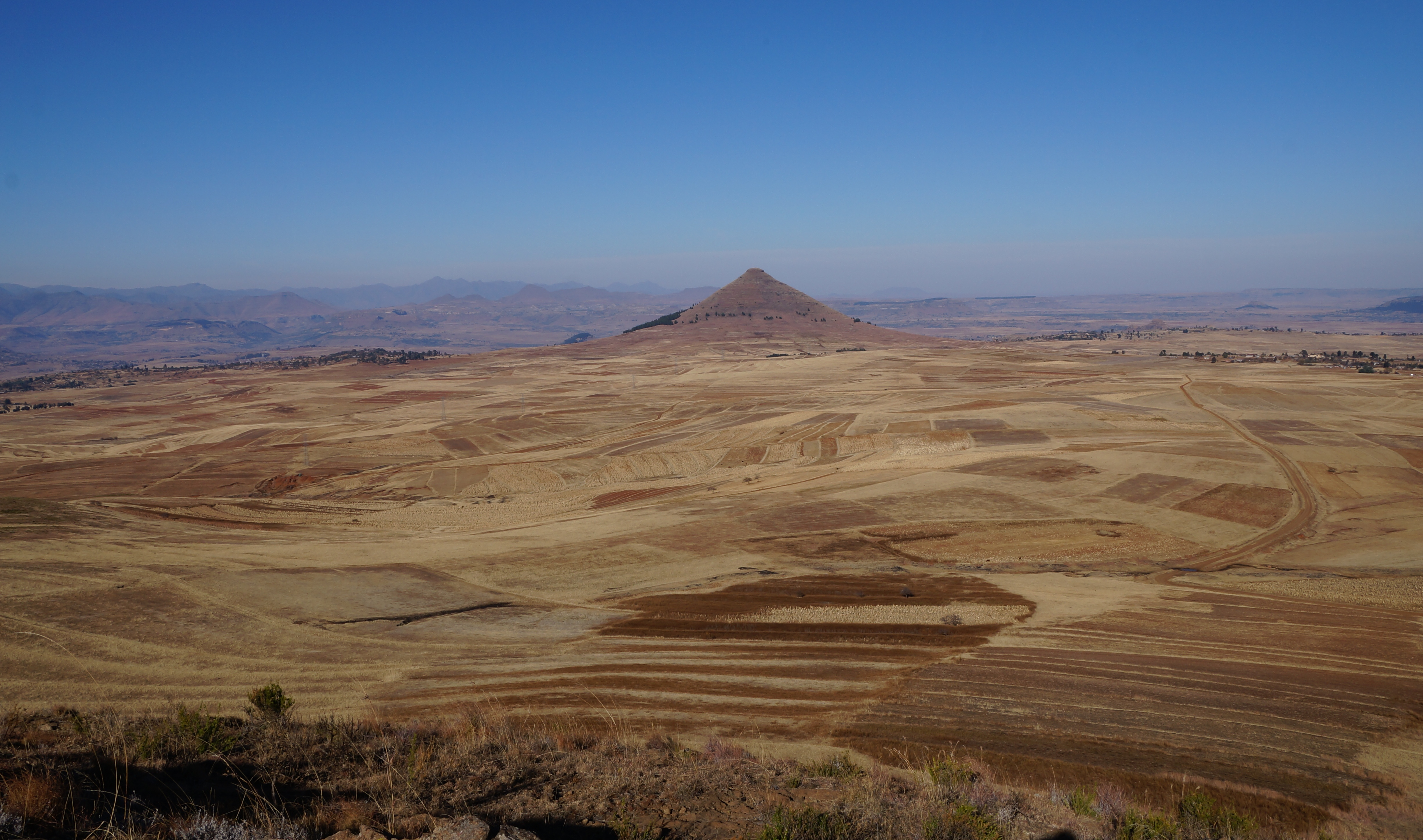
Paisaje desértico de Lesoto

Las sequías periódicas afectan a la mayoría de la población rural de Lesoto, ya que algunas personas que viven fuera de las zonas urbanas dependen de la agricultura de subsistencia o de la agricultura a pequeña escala como principal fuente de ingresos. Las sequías en Lesoto se ven exacerbadas por algunas prácticas agrícolas. El World Factbook incluye las sequías periódicas en la sección «Peligros naturales» de la sección de Lesoto de la publicación.
En 2007, Lesoto experimentó una sequía y las Naciones Unidas le aconsejaron declarar el estado de emergencia para obtener ayuda de organizaciones internacionales. La Red de Sistemas de Alerta Temprana contra la Hambruna informó de que la temporada de lluvias de 2018/2019 no solo comenzó un mes más tarde de lo normal, sino que también registró cantidades de lluvia por debajo de la media. Los datos de la estación de precipitaciones infrarrojas del Grupo de Riesgos Climáticos (CHIRP) muestran que las precipitaciones en Lesoto entre octubre de 2018 y febrero de 2019 oscilaron entre un 55 % y un 80 % por debajo de las tasas normales.

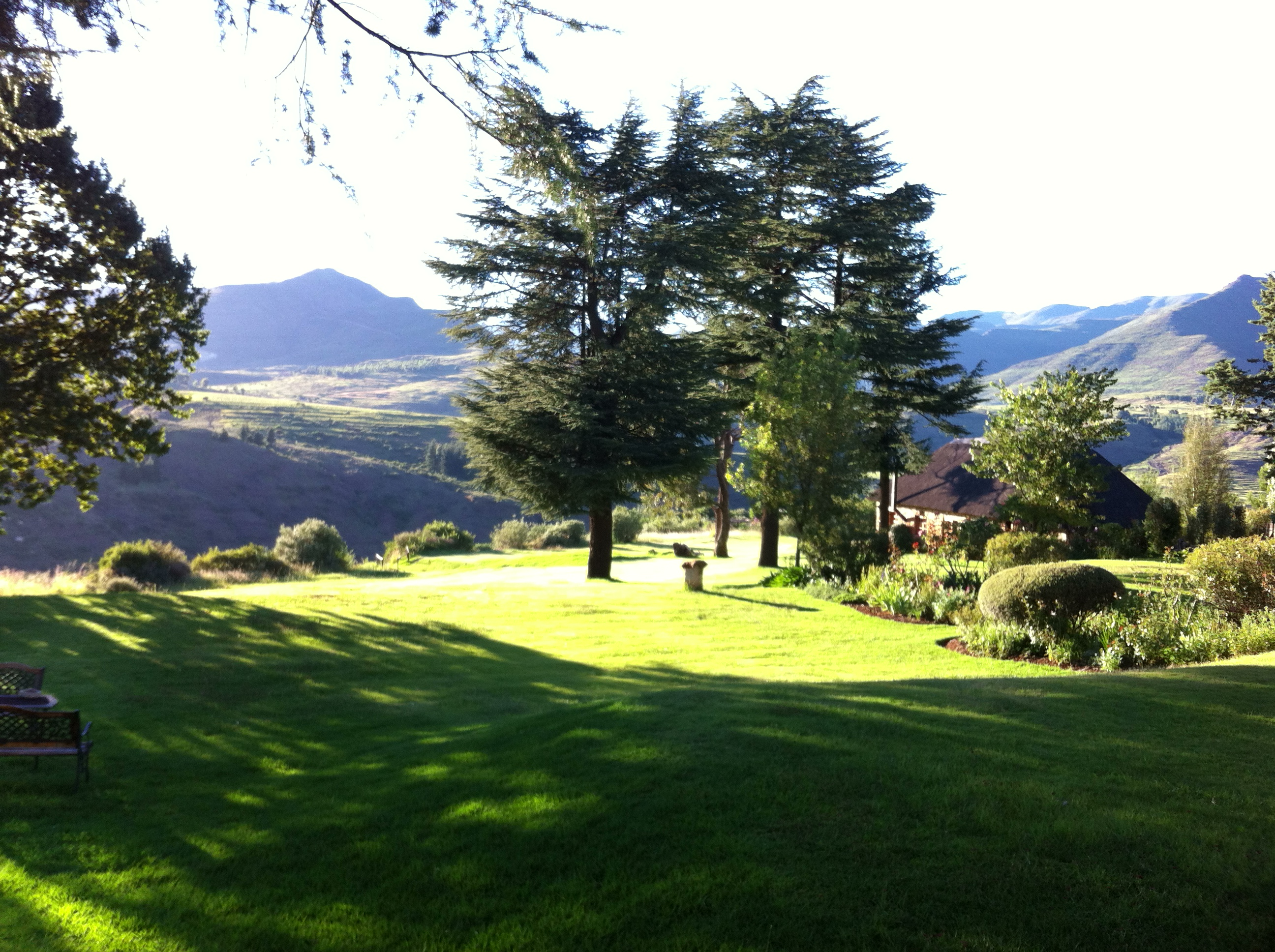
Bosques en Lesoto

En marzo de 2019, el Comité de Evaluación y Análisis de la Vulnerabilidad de Lesoto realizó un informe que inicialmente predijo que 487 857 personas en el país necesitan asistencia humanitaria debido a los efectos de la sequía.
La sequía en Lesoto ha provocado la necesidad de ayuda humanitaria de diversas formas. Algunas prácticas de higiene derivadas de la «falta de agua potable» pueden causar casos de tifus y diarrea. La falta de agua disponible conlleva indirectamente un «mayor riesgo» para las mujeres y niñas que recogen agua para el consumo doméstico, ya que deben dedicar más tiempo y recorrer distancias más largas, a la vez que corren el riesgo de sufrir agresiones físicas o sexuales. La sequía en Lesoto provoca tanto la migración a zonas más urbanas como la inmigración a Sudáfrica en busca de nuevas oportunidades y para escapar de la inseguridad alimentaria. El informe concluyó que entre julio de 2019 y junio de 2020 se espera que 640.000 personas en Lesoto se vean afectadas por la inseguridad alimentaria como resultado de «cosechas improductivas, así como el correspondiente aumento de los precios de los alimentos debido a la sequía».

### Ecología
Según WWF, el territorio de Lesoto se reparte entre tres ecorregiones, todas ellas correspondientes al bioma de pradera de montaña:
- Pradera del Alto Veld, en el oeste.
- Pradera montana de los Drakensberg, en el centro.
- Pradera altimontana de los Drakensberg, en el este.

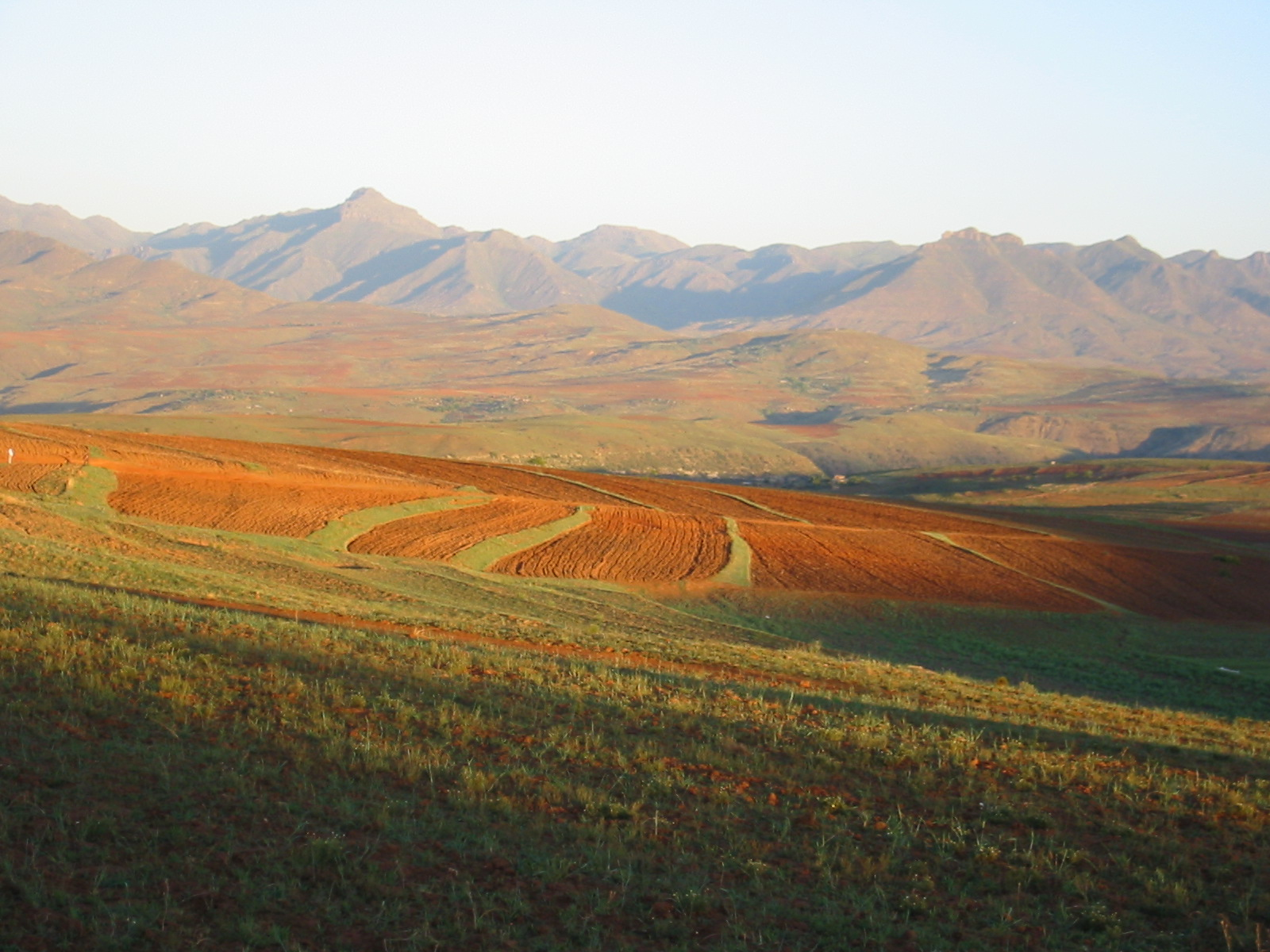
Paisaje Montañoso en Lesoto

### Geología
La geología de Lesoto se asienta sobre antiguas rocas cristalinas de hasta 3.600 millones de años, pertenecientes al cratón Kaapvaal, una sección de corteza primordial estable. La mayoría de las rocas del país son unidades sedimentarias o volcánicas, pertenecientes al Supergrupo Karoo. El país destaca por sus grandes yacimientos de fósiles y la intensa erosión debida a la elevada pluviosidad y a un raro caso de glaciación en África Austral durante la última glaciación. Lesoto posee una gran cantidad de diamantes y otros recursos naturales y posee la mayor concentración de tubos de kimberlita del mundo.
Lesoto tiene muchos puntos en común con la geología de Sudáfrica, con la roca cristalina del Cratón Kaapvaal que se formó hace entre 3.600 y 2.500 millones de años. Los geólogos han obtenido información sobre el pasado profundo de Lesoto mediante extrapolaciones de Sudáfrica, xenolitos extraídos de tubos de kimberlita y otros datos procedentes de perforaciones. Por encima de las antiguas rocas del basamento, casi todas las rocas de Lesoto forman parte del Supergrupo Karoo, la unidad estratigráfica más extendida del sur de África.

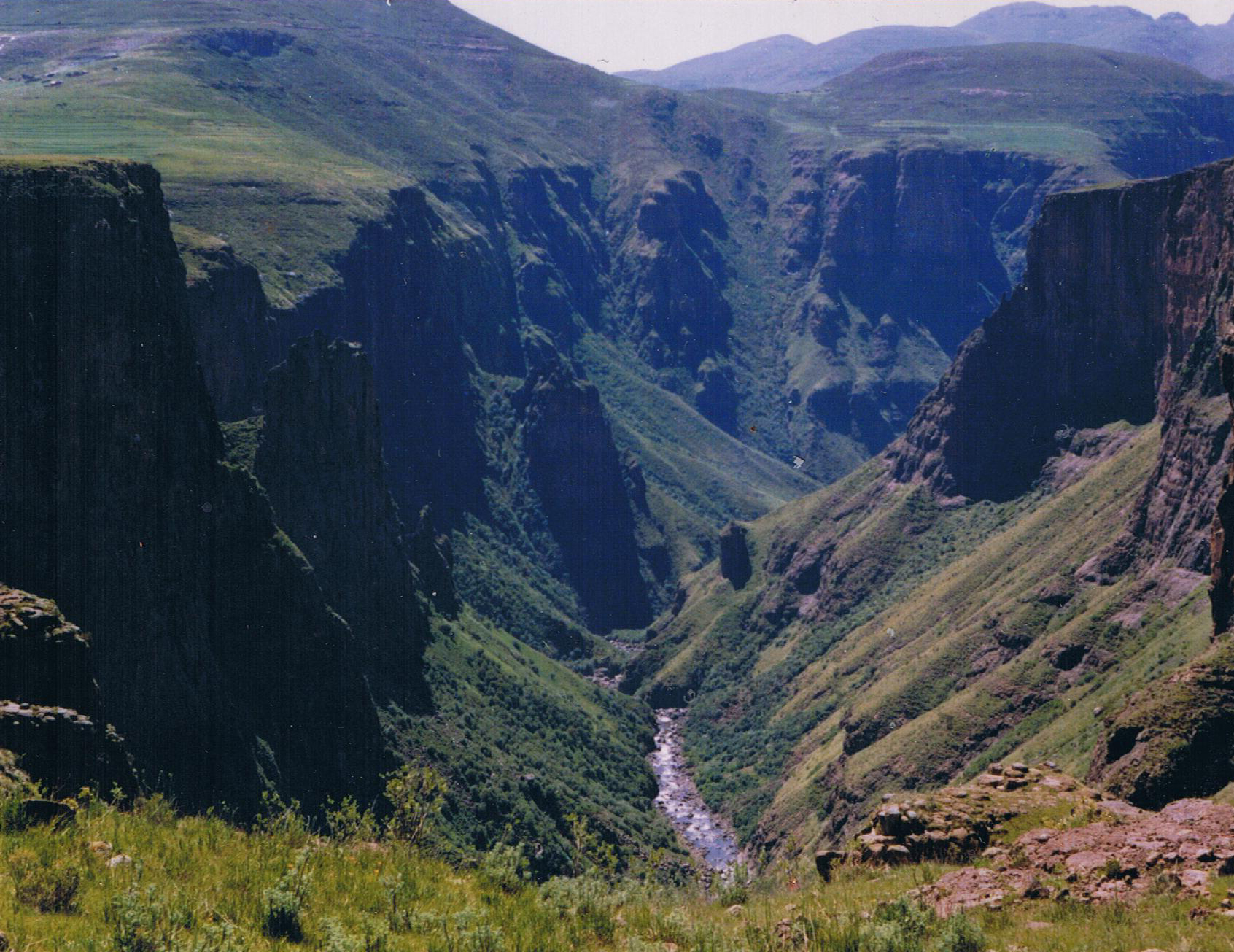
El Valle del Río Maletsunyane en Lesoto

El Supergrupo Karoo comenzó a formarse hace 510 millones de años en un valle de fisura en el sur del supercontinente Gondwana, que se extendía hasta lo que hoy es el sur de Sudamérica. La Formación Burgersdorp es la unidad superior del Grupo Beaufort y la unidad más antigua relacionada con el Karoo en Lesoto, con areniscas rojas y granates intercaladas con finos filones de carbón. 
El Grupo Stormberg se divide en la Formación Molteno, la Formación Elliot y la Formación Clarens. La Formación Molteno tiene entre 15 y 300 metros de espesor y registra un entorno de lecho lacustre del Triásico Tardío, con abundantes fósiles de plantas e insectos. Existe una discordancia entre el Molteno y las areniscas, fangolitas y limolitas de la Formación Elliot, de 70 a 250 metros de espesor, que contiene madera silicificada y fósiles de dinosaurios. La Formación Clarens, de entre 15 y 250 metros de espesor, yace sobre la Formación Elliot y contiene areniscas, limolitas y finas bandas de chert.
Las rocas volcánicas del Jurásico Temprano, enriquecidas en amígdala, de la Formación Lesoto (parte del Grupo Drakensberg) coronan la secuencia sedimentaria y forman las cimas de las montañas de Lesoto, con una capa de 1,6 kilómetros de espesor. En su mayor parte, la Formación Lesoto es basalto que se enfrió a partir de una serie magmática toleítica. Las numerosas capas de basalto rocoso de la meseta están intruidas por 70 chimeneas volcánicas y más de 1000 diques y sills. Es posible que los tubos de kimberlita se formaran durante las erupciones del Cretácico, que marcaron el fin de la actividad volcánica.

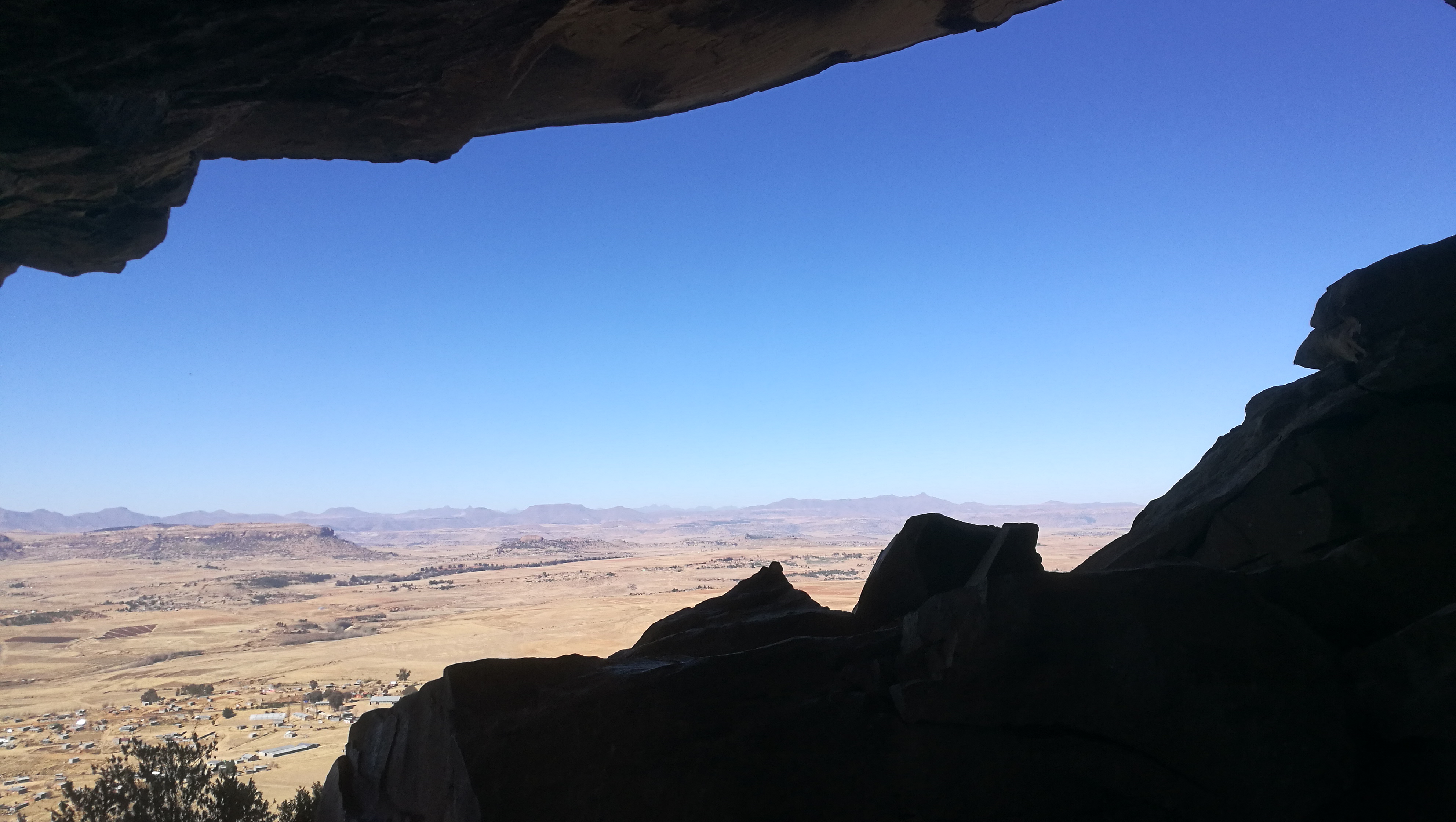
Vista desde una cueva en una montaña en Lesoto

En el Cenozoico, Lesoto experimentó una elevada pluviosidad y fue uno de los pocos lugares del sur de África donde se produjeron glaciaciones durante el Pleistoceno. Como resultado, la erosión extrema formó lechos de guijarros con capas de arena y arcilla en los valles de menor altitud, con material de hasta 20 metros de espesor. Donga es un término local que designa los barrancos de lados escarpados comunes en Lesoto que se formaron en este material.
Lesoto forma un sinclinal dentro de la gran cuenca sudafricana del Karoo, y los sedimentos del supergrupo del Karoo se vieron influidos por la deformación en tres momentos distintos, antes, durante y después de la formación de las montañas Drakensberg. La falla de Hellspoort es la única gran falla del país, que discurre en dirección noreste-suroeste con un desplazamiento vertical de 300 metros cerca de Mafeteng, aunque existen otras fallas menores.

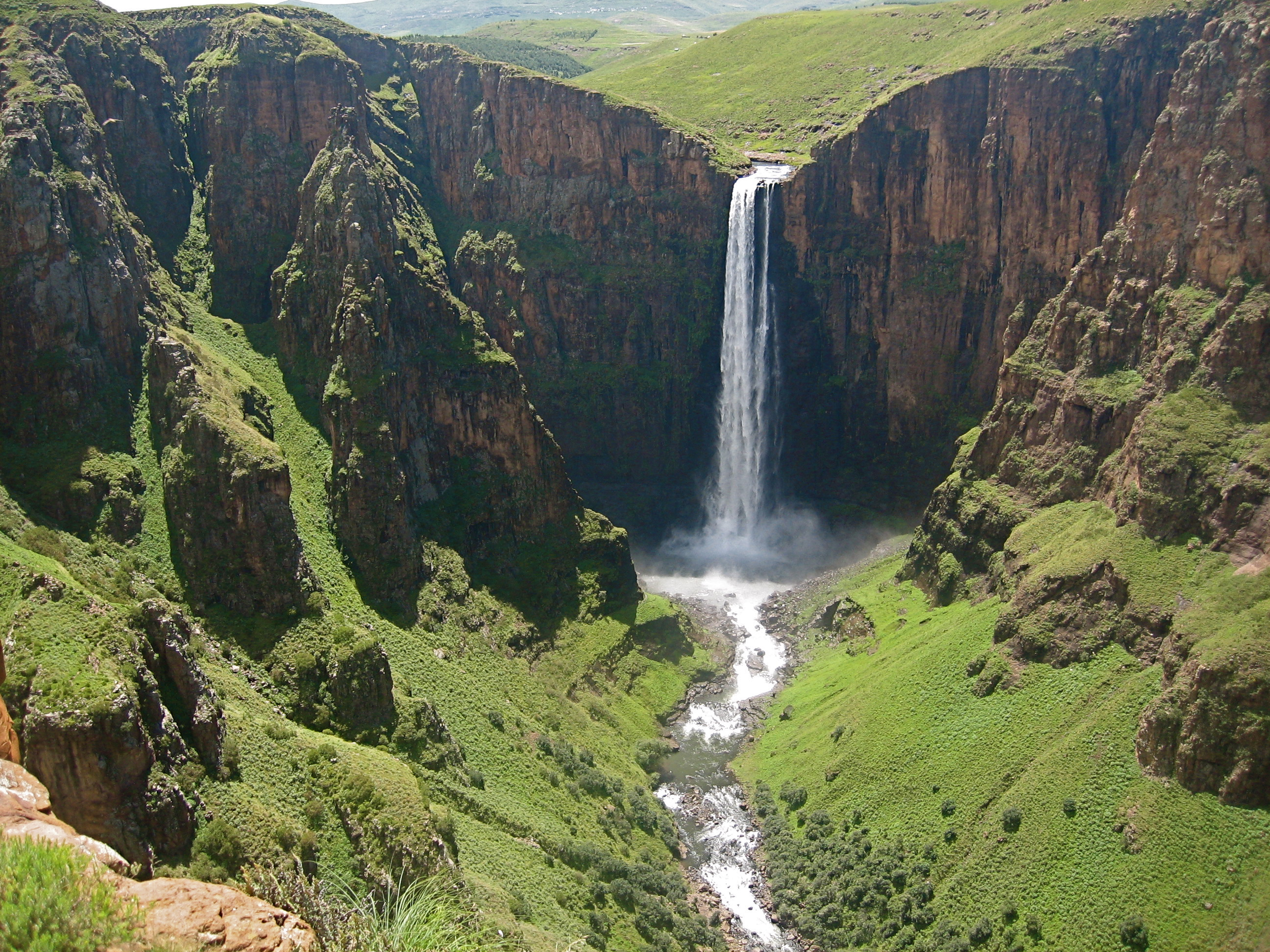
Una de las Cascadas de Lesoto cerca de Semonkong

Más del 50% del territorio de Lesoto está subyacente a acuíferos de rocas ígneas fracturadas, como el basalto de baja permeabilidad de la Formación Lesoto. Los acuíferos relacionados con la dolerita-dique tienen una alta productividad de agua en las fracturas que se formaron en la roca circundante debido a la alta temperatura de la intrusión. Las areniscas de la Formación Clarens, la Formación Elliot y la Formación Burgersdorp son acuíferos pequeños o de baja calidad, pero la Formación Molteno se considera el mejor acuífero de Lesoto, con un alto rendimiento y frecuentes manantiales. El terreno escarpado, la lluvia y la nieve derretida hacen que Lesoto tenga un alto riesgo de desprendimientos.
Lesoto posee extensos yacimientos de diamantes, tanto en kimberlitas como en gravas aluviales. El país posee la mayor concentración de cuerpos de kimberlita del mundo: un total de más de 400, incluidos 343 diques, 39 tubos y 23 golpes. El norte de Lesoto tiene una media de un cuerpo de kimberlita por cada 10 kilómetros cuadrados. A pesar de los grandes yacimientos, se explotan muy pocos yacimientos y se están investigando yacimientos aluviales. El supergrupo Karoo alberga uranio de baja ley y probablemente carbón y metano en capas de carbón, aunque el Bajo Karoo, que alberga los filones de carbón, no aflora en Lesoto. En el país se extraen depósitos de arcilla del Cuaternario, basaltos de grano fino del grupo Drakensberg y areniscas de las formaciones Elliot, Molteno y Clarens.

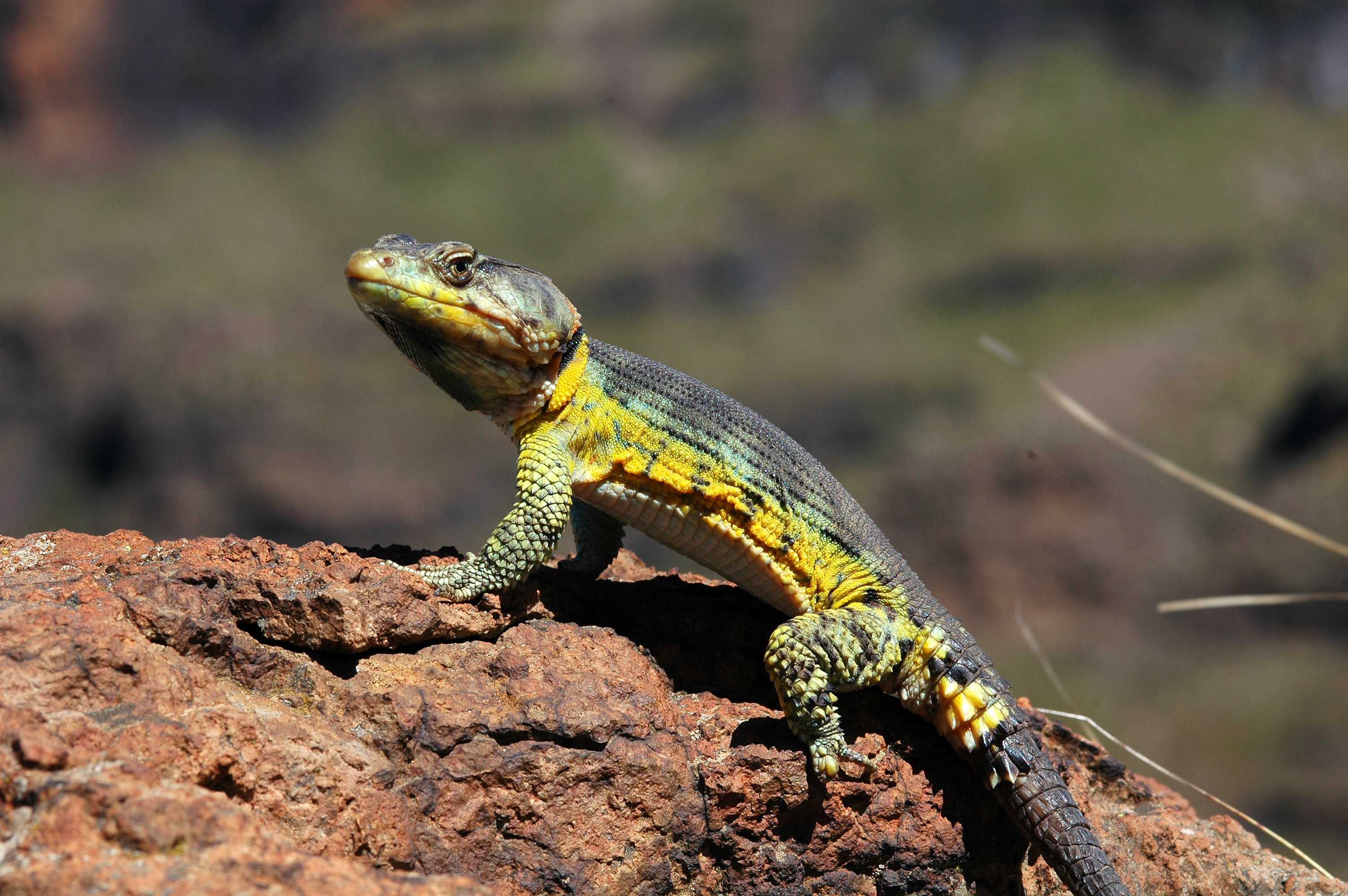
Un lagarto Pseudocordylus melanotus subviridis en la frontera entre Sudáfrica y Lesoto

### Flora y Fauna
Se sabe que hay 339 especies de aves en Lesoto, incluidas 10 especies amenazadas a nivel mundial y dos especies introducidas, 17 especies de reptiles, como salamanquesas, serpientes y lagartos, y 60 especies de mamíferos endémicos de Lesoto, incluida la rata de cola blanca, en peligro de extinción.
La flora de Lesoto es alpina, debido al terreno montañoso. El jardín botánico de Katse alberga una colección de plantas medicinales y tiene un banco de semillas de plantas de la zona del río Malibamat'so. Tres ecorregiones terrestres se encuentran dentro de los límites de Lesoto: Los pastizales y bosques altimontanos de Drakensberg, los pastizales montanos de Drakensberg y los pastizales de Highveld.
El animal nacional de Lesoto es el rinoceronte negro, cuyo estado de conservación es, desgraciadamente, crítico.
Lesoto es un país montañoso, y sus mamíferos, aves, insectos y reptiles se encuentran principalmente en las praderas montañosas, bosques y arboledas del Drakensberg. El Drakensberg forma parte del extremo oriental de la Gran Escarpa, que está dentro de la región donde confluyen Lesoto y Sudáfrica.
Entre los animales peligrosos figuran:

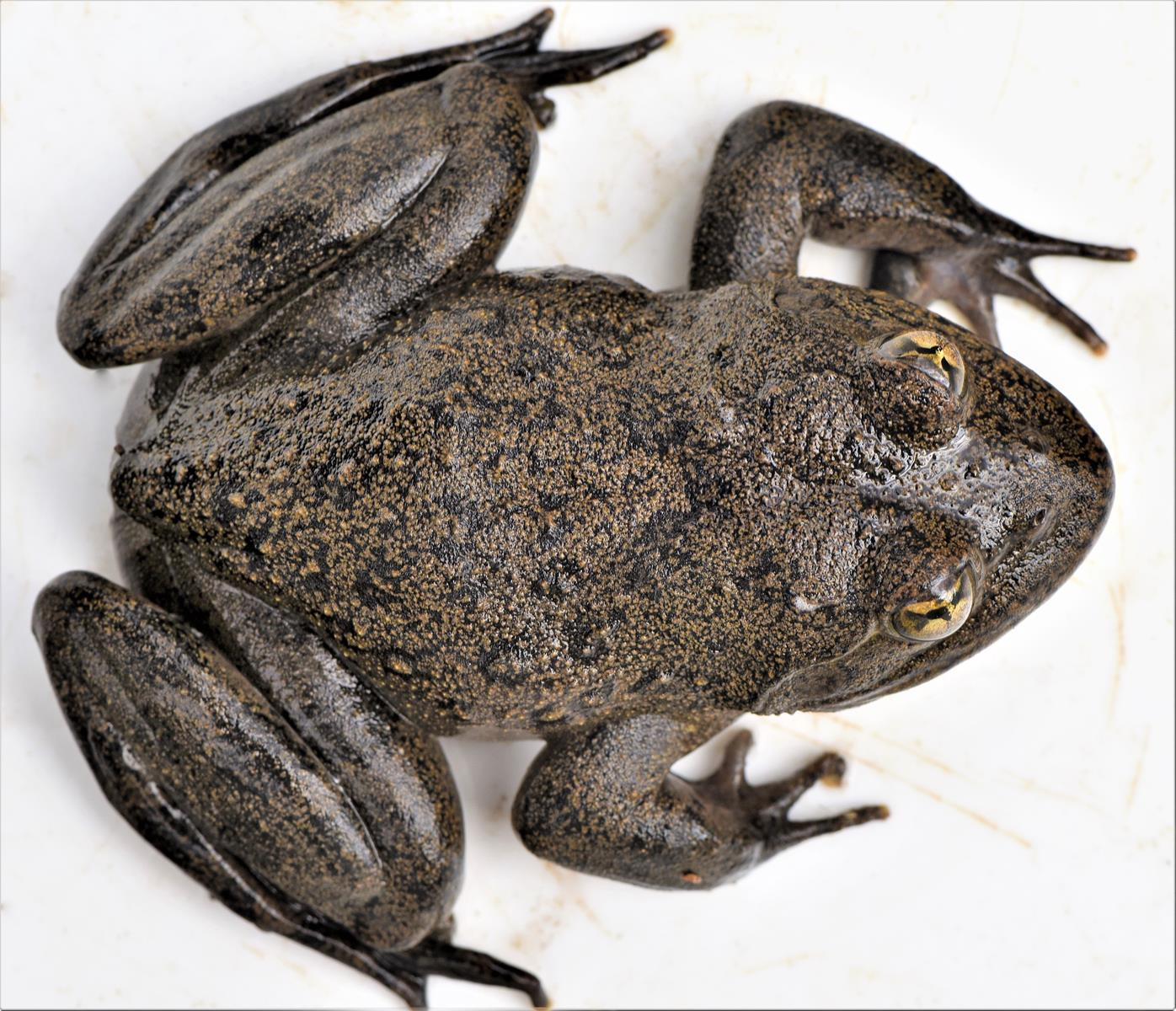
Amietia vertebralis, también conocida como rana de río Maluti en Lesoto

- Amietia vertebralis, también conocida como rana de río Maluti en LesotoBúfalo del Cabo: mata a unas 200 personas al año.
- Cobra del Cabo
- Víbora del Cabo
- Cobra escupidora barrada occidental

Se dice que serpientes venenosas como las mencionadas matan entre 400 y 1000 personas al año en el África subsahariana. La víbora hocicuda es especialmente peligrosa y es responsable del 60% de las mordeduras mortales.
Además del rinoceronte negro, en Lesoto hay varias especies en peligro de extinción. Se cree que su disminución se debe a las perturbaciones locales, la destrucción del hábitat y la caza furtiva. Entre las especies salvajes en peligro figuran:
- Leopardo
- Grulla coronada gris
- Pececillo de Maloti
- Murciélago frugívoro pajizo

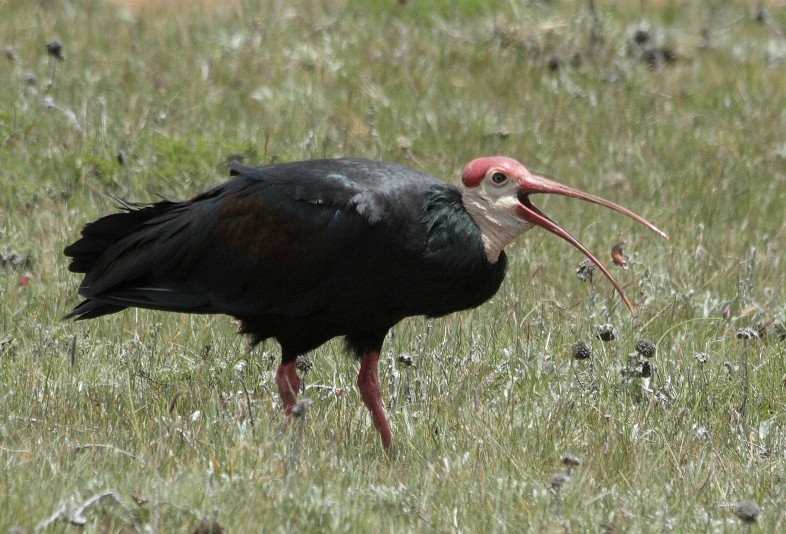
Un ibis calvo o ibis calvo del sur (Geronticus calvus) en Lesoto

Aunque el cocodrilo figura en el escudo nacional de Lesoto, en realidad está extinguido en el país.
De las 24 especies de mamíferos registradas en la zona de las Tierras Altas, sólo la rata de hielo, Otomys sloggetti, es endémica. 
Entre las especies de mamíferos de tamaño pequeño y mediano presentes en el área se encuentran la rata de hielo, la nutria sin garras (Aonyx capensis), el gato montés africano (Felis lybica) (existen pruebas circunstanciales de que el leopardo o Panthera pardus sigue estando presente en algunos hábitats de refugio), el chacal dorsinegro (Canis mesomelas), el puercoespín (Hystrix africaeaustralis), el caracal (Felis caracal), el antílope gris (Palea capreolus) y el damán de las rocas (Procavia capensis). 
Todas estas especies, a excepción de la nutria sin garras, el reyezuelo gris y el jirax de las rocas, se consideran amenazadas.
El único mamífero Red Data presente, según el estudio de Loxton Venn and Associates (1993), es la rata de cola blanca (Mystromys albicaudatus). Esta especie está catalogada como vulnerable. Aunque todavía no se han realizado evaluaciones formales de los mamíferos presentes en el territorio. 

## Economía

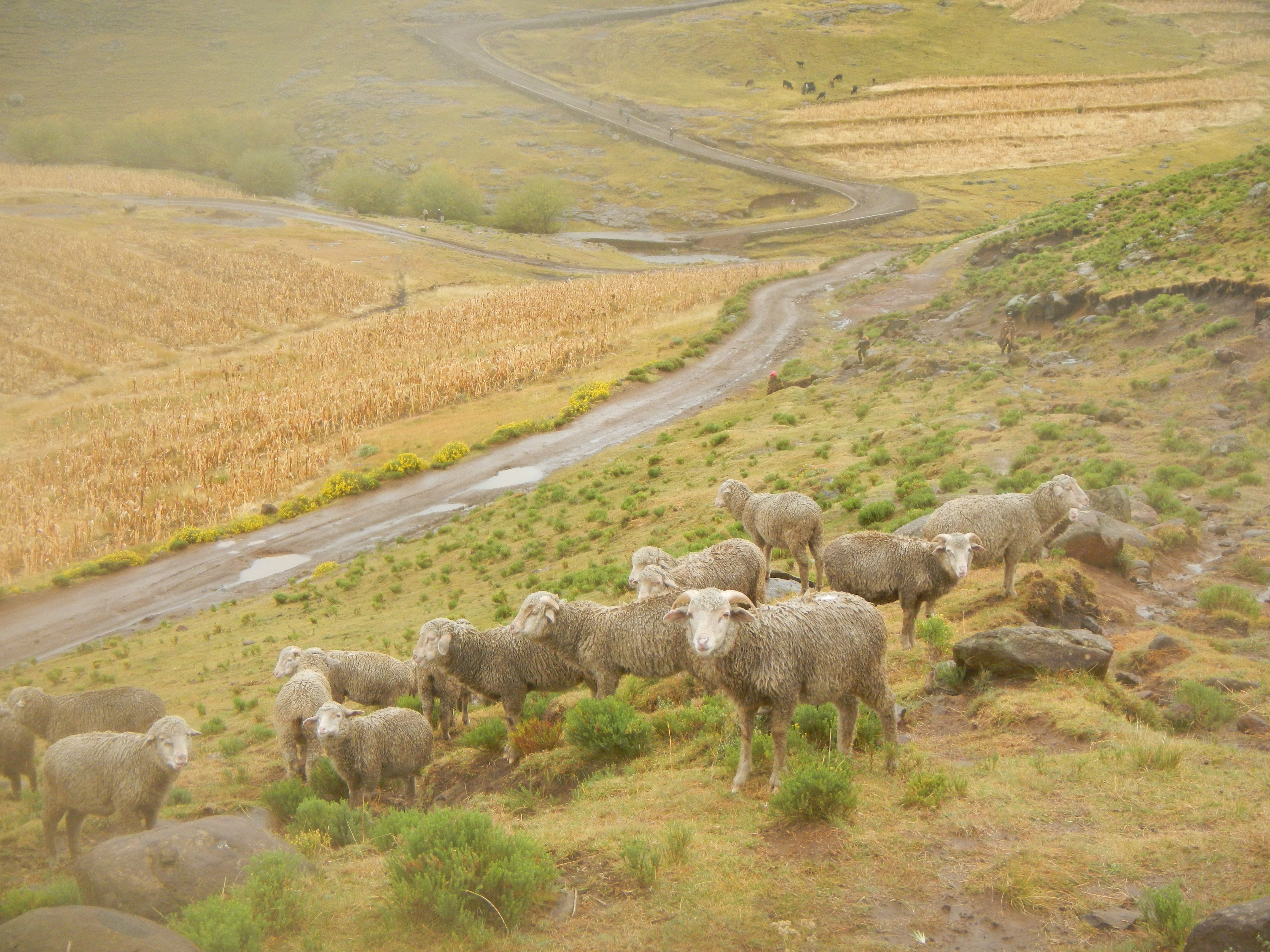
Ganado ovino en un campo del distrito de Mafeteng en Lesoto

Lesoto es un país pequeño, montañoso, sin salida al mar y completamente rodeado por el territorio de Sudáfrica en que 3/4 de su población vive en zonas rurales y se dedican a la agricultura de subsistencia. Su economía depende del envío de dinero hecho por ciudadanos del país en el extranjero (especialmente en las minas de Sudáfrica) y de derechos aduaneros, que constituyen la mayor parte de los ingresos gubernamentales. Sin embargo, el gobierno recientemente mejoró su recaudación de impuestos para reducir la dependencia de las tasas aduaneras.
El potencial económico de Lesoto se encuentra principalmente en la agricultura (siendo los principales cultivos el maíz, trigo, sorgo, frutas y verduras) y en el capital humano (por ejemplo: los ciudadanos basotos que migran como trabajadores a las minas de Sudáfrica, y que después proveen a Lesoto con sus remesas).
Hoy en día, Lesoto también recibe ingresos (evaluados en miles de millones de dólares) de la venta de agua potable a Sudáfrica, para cubrir la demanda cuando Sudáfrica enfrenta períodos de escasez.
La emisión de sellos postales, principalmente destinado al coleccionismo filatélico, es también una importante fuente de ingreso para su economía.

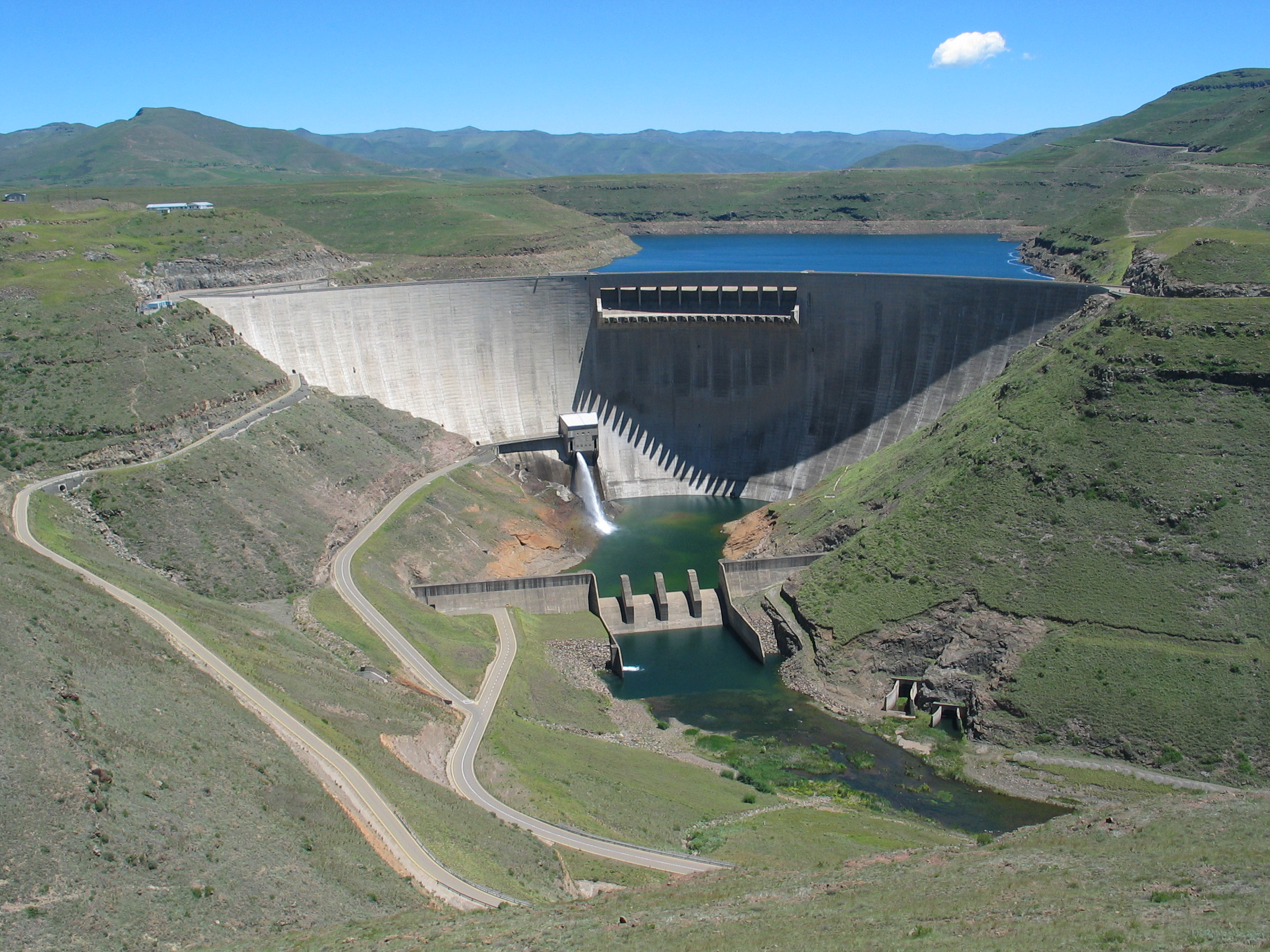
Embalse Katse.

En 1998 fue inaugurada una central hidroeléctrica que posibilita la venta de energía y agua en África del Sur. El país produce el 90% de la energía que necesita.
La pequeña industria del país está basada en la transformación de los productos agrícolas y en la confección de ropa. Esta última se benefició de la calificación del país para recibir los beneficios del Africa Growth and Opportunity Act del gobierno estadounidense.

### Turismo
El turismo en Lesoto es una industria en crecimiento en el país.
En 2013, los viajes y el turismo contribuyeron en torno al 5,5% al PIB de Lesoto, y se espera que esta proporción aumente hasta el 6,1% del PIB en 2024. El sector empleaba a 25.000 personas en 2013, el 4,6% del empleo nacional total.

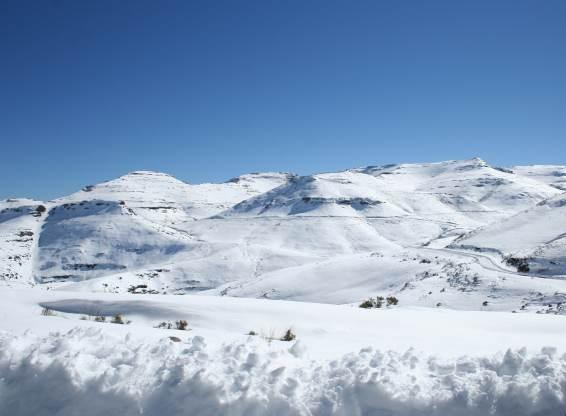
Montañas cubiertas de nieve en Lesoto

Los residentes de Sudáfrica, que rodea completamente Lesoto, constituyen más del 90% de los visitantes del país. Muchos viajes son para visitar a amigos y familiares.
Las actividades al aire libre son las más populares entre los turistas. El terreno montañoso atrae a los turistas para practicar senderismo, paseos en poni y esquí, así como el uso de rutas en 4x4. La estación de esquí de Afriski funciona durante los meses de invierno.
Los puntos de entrada más utilizados en Lesoto son el aeropuerto internacional Moshoeshoe I y los pasos fronterizos terrestres de Maseru y Maputsoe.
El Ministerio de Turismo, Medio Ambiente y Cultura, con sede en la capital, Maseru, supervisa el turismo del país.
Montañas, valles y ríos ofrecen paisajes memorables a los turistas. De aquí obtiene Lesoto sus aguas cristalinas, así como verdes pastos para el ganado. En las montañas se encuentran minerales como el diamante. Por lo que a veces  Lesoto es llamado el ''Reino en el Cielo''.

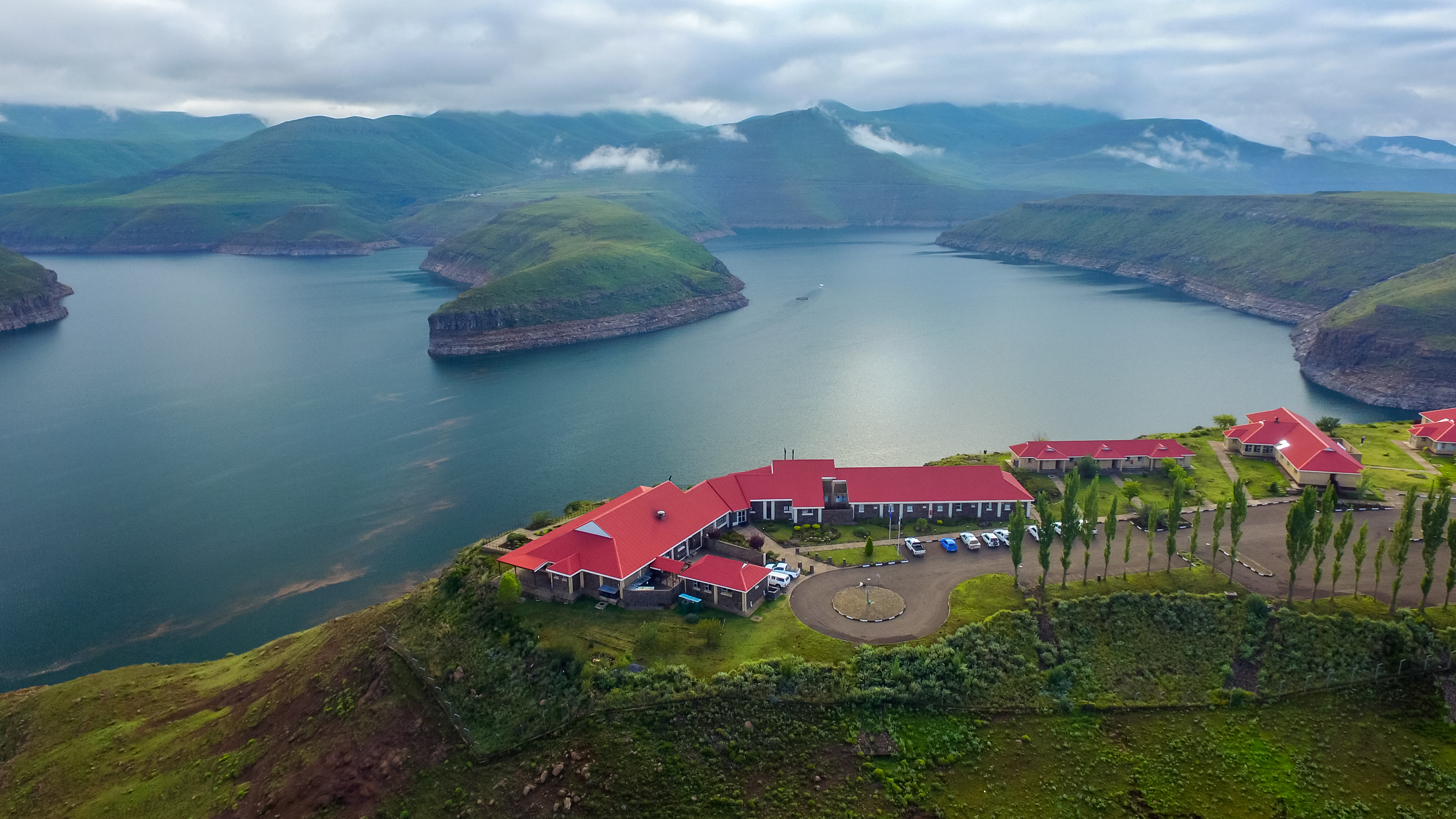
El Río Malibamat'so en Lesoto

La mayoría de los turistas recorren muchos kilómetros desde sus países sólo para venir a explorar los paisajes de Lesoto. Es una de las mayores fuentes de ingresos del país.
Los nativos constituyen una nación con sólidas tradiciones, creencias y costumbres. El festival anual de artes Morija retrata al mejor nivel la riqueza cultural y las celebraciones de las que Lesoto se siente verdaderamente orgulloso.
Con mucha luz solar y días agradables, los meses de verano, de octubre a abril, son un buen momento para visitar Lesoto. Octubre/noviembre y marzo/abril suelen ser los meses más secos, por lo que muchos prefieren venir en estas temporadas para evitar las lluvias, que pueden causar problemas en las carreteras menos desarrolladas.
Para los viajeros que buscan la oportunidad de practicar deportes de invierno en Lesoto, los meses de junio a agosto son ideales.

## Demografía

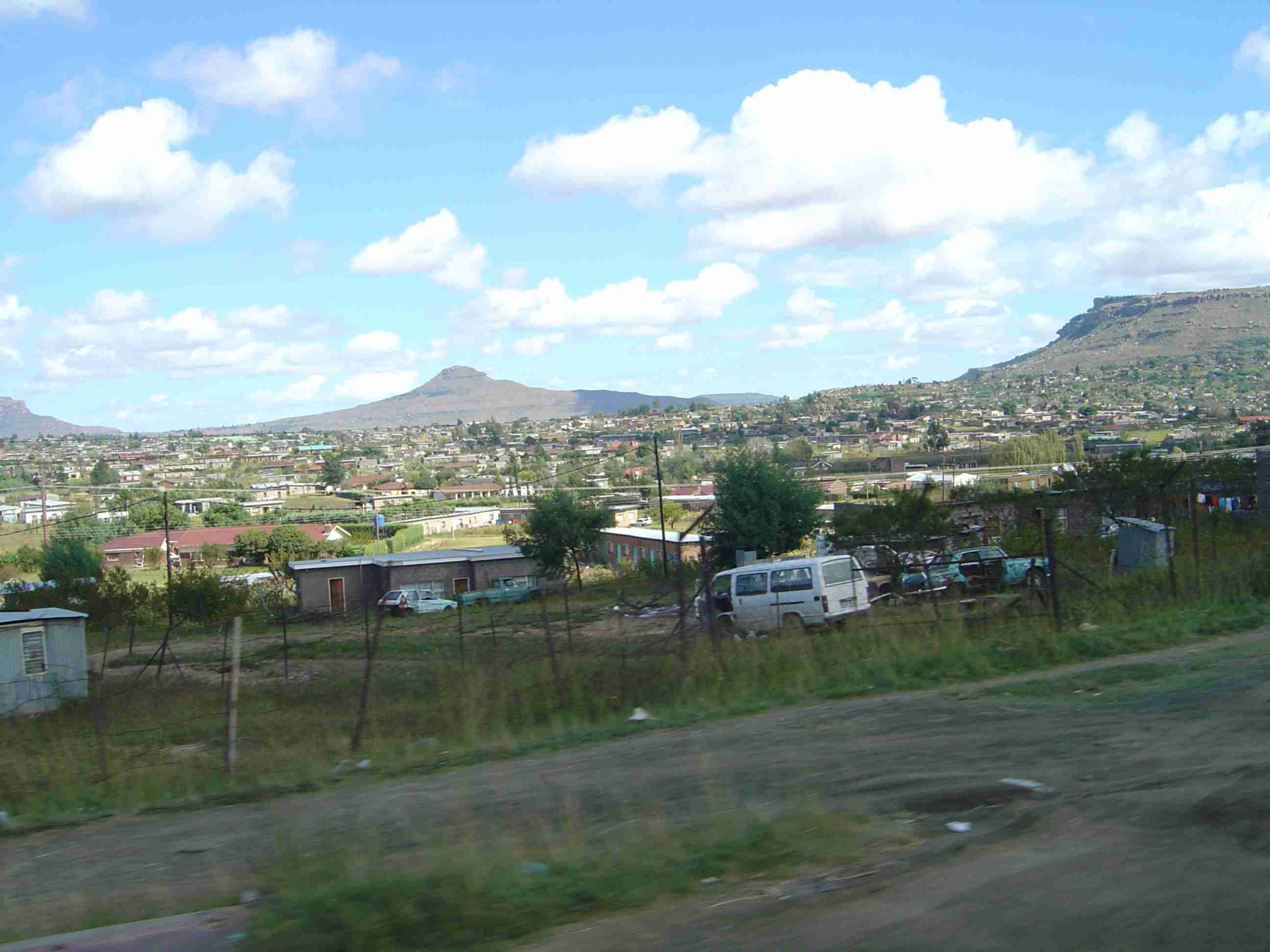
Vista panorámica de Maseru, la capital y la ciudad más poblada.

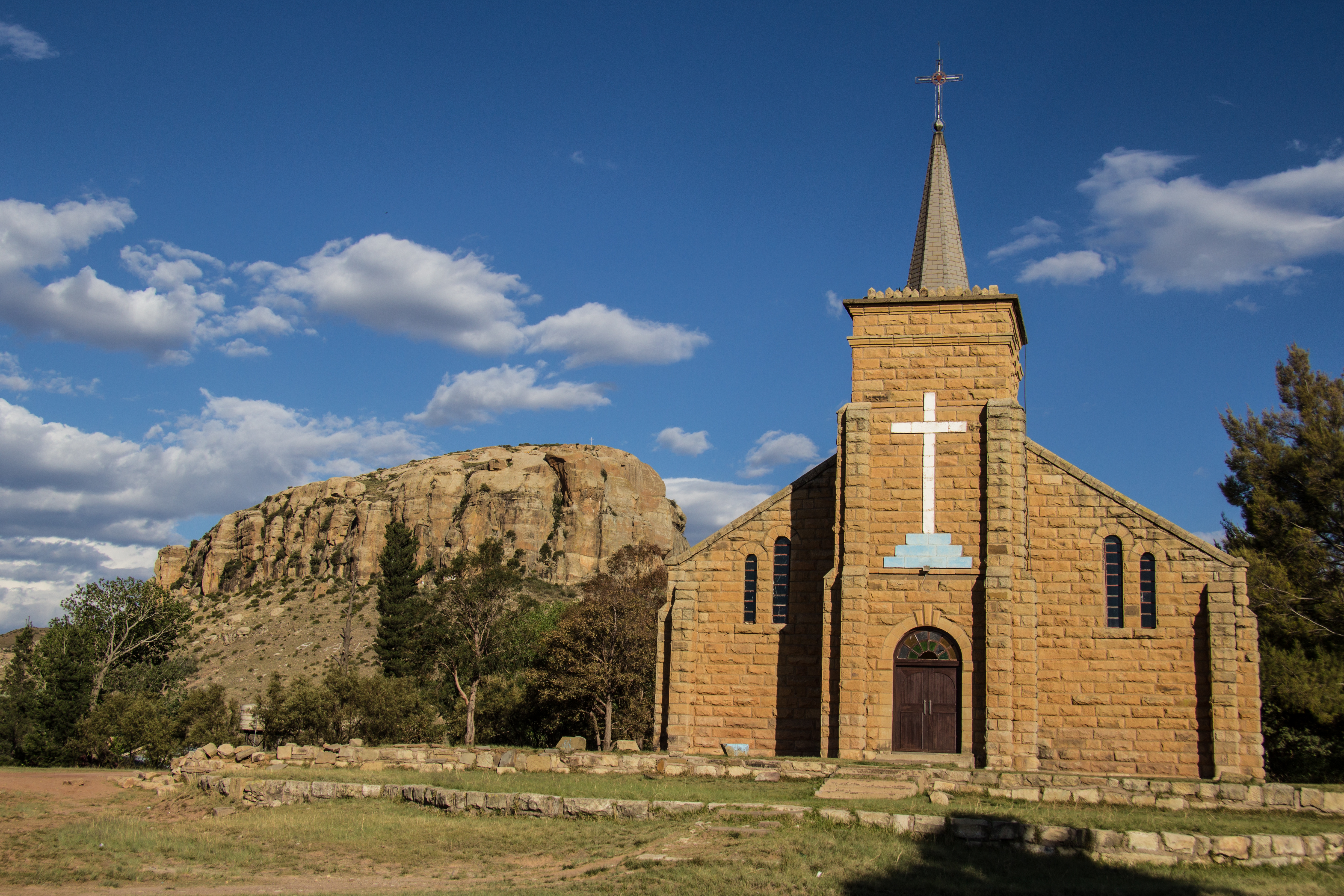
La Iglesia de San Miguel cerca de la localidad de Roma en Lesoto

Lesoto tiene más de 2 000 000 de habitantes, la población urbana es de 25 % y la rural es de 75 %. Actualmente se estima que la tasa de crecimiento anual de la población es de 3.5 %.
Más del 99 % de la población de Lesoto es étnicamente basotha; otros grupos étnicos incluyen europeos y asiáticos, los cuales habitan en su casi totalidad en Maseru. A diferencia de la mayoría de los países de la zona, el porcentaje de población blanca durante la época colonial fue muy reducido. El sesotho y el inglés son los idiomas oficiales. Otros idiomas incluyen el zulú y xhosa.
La población religiosa del país es 90 % cristiana. El Consejo Cristiano de Lesoto, compuesto por representantes de todas las iglesias cristianas más importantes del país, estima que aproximadamente el 90 % de la población es cristiana. Los protestantes representan el 45 % y los católicos un 45 % de la población. Musulmanes, hindúes, budistas, baha'is, y los miembros de las religiones tradicionales indígenas, constituyen el 10 % restante de la población.
Según estimaciones de 2012, sólo cuatro de las localidades más importantes del país superan los 25 000 habitantes. Estas son: la capital Maseru (267 559 habitantes), Hlotse (47 894), Mafeteng (43 200) y Teyateyaneng (28 142).

### Religión
La religión principal es el cristianismo, el 90 % de los habitantes se identifican como cristianos. Aparecen en igualdad las iglesias protestantes, evangélicas e independientes, que suman un 45 % y el catolicismo con un 45 %. El número de los no religiosos y no afiliados alcanza el 2 % de la población. El 6 % se identifica con formas religiosas tradicionales y étnicas. Las demás opciones religiosas son más minoritarias no llegando en ningún caso al 1 %, destacando un 0.9 % de bahai's y el 0.6 % de hinduistas.
El cristianismo llegó a Lesoto de la mano de las misiones francesas por invitación del rey Moshoeshoe I en la década de 1830. Aunque el rey Moshoeshoe I invitó a los misioneros cristianos, conservó su religión tradicional y se divorció de dos de sus esposas que se habían convertido al cristianismo. Los informes iniciales de los misioneros evangelistas franceses afirmaban que el canibalismo formaba parte de la religión tradicional de Lesoto. Misioneros posteriores como Henry Callaway, así como antropólogos, consideran esos informes iniciales poco fiables y míticos, más que una representación histórica o verdadera de la religión tradicional del pueblo de Lesoto.
La primera misión católica comenzó en 1863. Se llamaba Motse-oa-'M'a-Jesu y estaba dirigida por el obispo Allard. Invitó a las Hermanas de la Sagrada Familia de Francia a trabajar con las mujeres sesoto. El objetivo inicial era conseguir conversos y acabar con la práctica de la poliginia, por la que los hombres mayores pagaban una novia para casarse con chicas jóvenes. Los esfuerzos posteriores suscitaron la resistencia de las familias tradicionales. Según las memorias de Allard, las mujeres sesoto se convirtieron al catolicismo antes que los hombres. 

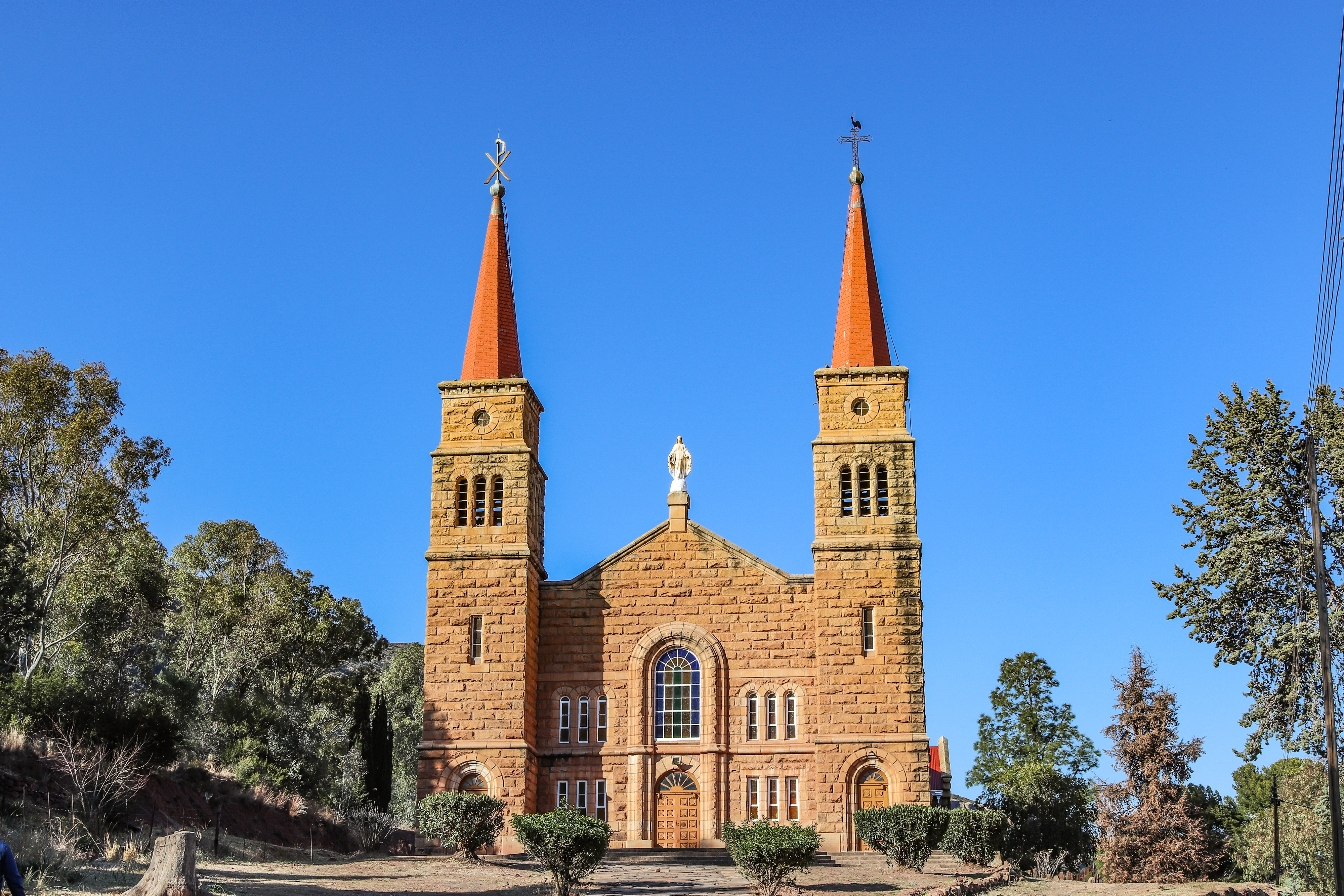
La iglesia parroquial de Villa María en Mokanametsong

Las dos confesiones cristianas mantienen vínculos históricos con los dos principales partidos políticos de Lesoto. La Iglesia católica ha apoyado al Partido Nacional Basotho, mientras que las diversas denominaciones de evangélicos se han alineado con el Partido del Congreso Basotho. El nuncio acreditado en Sudáfrica representa a la Santa Sede ante el gobierno de Lesoto.

### Sanidad
La mortalidad infantil es de un 8,3 %. Hay cinco médicos por cada 100 000 personas.
Lesoto está fuertemente afectado por el VIH/sida. Según las estimaciones de 2009, la prevalencia es de un 23,6%, una de las mayores del mundo. En las zonas urbanas, en torno al 50 % de las mujeres por debajo de los 40 están infectadas por VIH.[cita requerida] La UNDP afirmó que en 2006 la esperanza de vida en Lesoto estaba cifrada en los 42 años para hombres y mujeres.
El país mantiene el VIH como una de sus preocupaciones más importantes para el desarrollo, y el gobierno controla la pandemia a través del Plan Nacional Estratégico del VIH/sida. La cobertura de algunas de las intervenciones del VIH/sida han sido mejoradas, incluyendo la prevención en la transmisión vertical (de madres a hijos) y la terapia antirretroviral. La cobertura de la prevención de la transmisión de madres a hijos se ha incrementado del cinco por ciento de 2005, al 31 por ciento de 2007. La técnica de la terapia antirretroviral ha experimentado un buen progreso, con 38 586 personas recibiendo tratamiento en 2008.
La campaña “Conoce tu situación” impulsó el número de personas que se efectuaron la prueba del VIH hasta las 229 092 a finales de 2007, el doce por ciento de la población y tres veces más que las pruebas efectuadas en 2005. El programa fue fundado por la Fundación Clinton y comenzó en junio de 2006. Bill Clinton y el director de Microsoft, Bill Gates, visitaron Lesoto en julio de 2006 para apoyar su lucha contra el sida. Como resultado, la tasa anual de adultos sanos que se convertían en positivos al VIH se redujo del 2,9 % en 2005 a 2,3  % en 2007, reduciendo la estimación anual de nuevas infecciones de 26.000 a 21 560. Estos son los primeros signos del descenso de la epidemia de VIH.
La Alianza de Lesoto para Combatir el Sida (ALAFA) es un programa industrial que proporciona prevención y tratamiento, incluyendo terapia antirretroviral cuando es necesario, para las cerca de 46.000 mujeres trabajadoras en la industria de Lesoto. Fue lanzado en mayo de 2006. El programa ayuda a combatir dos de los ejes fundamentales de la epidemia de VIH/sida: la pobreza y la discriminación de género. Las encuestas internas de la industria efectuadas por ALAFA muestran que el 43% de los empleados están infectados de VIH.

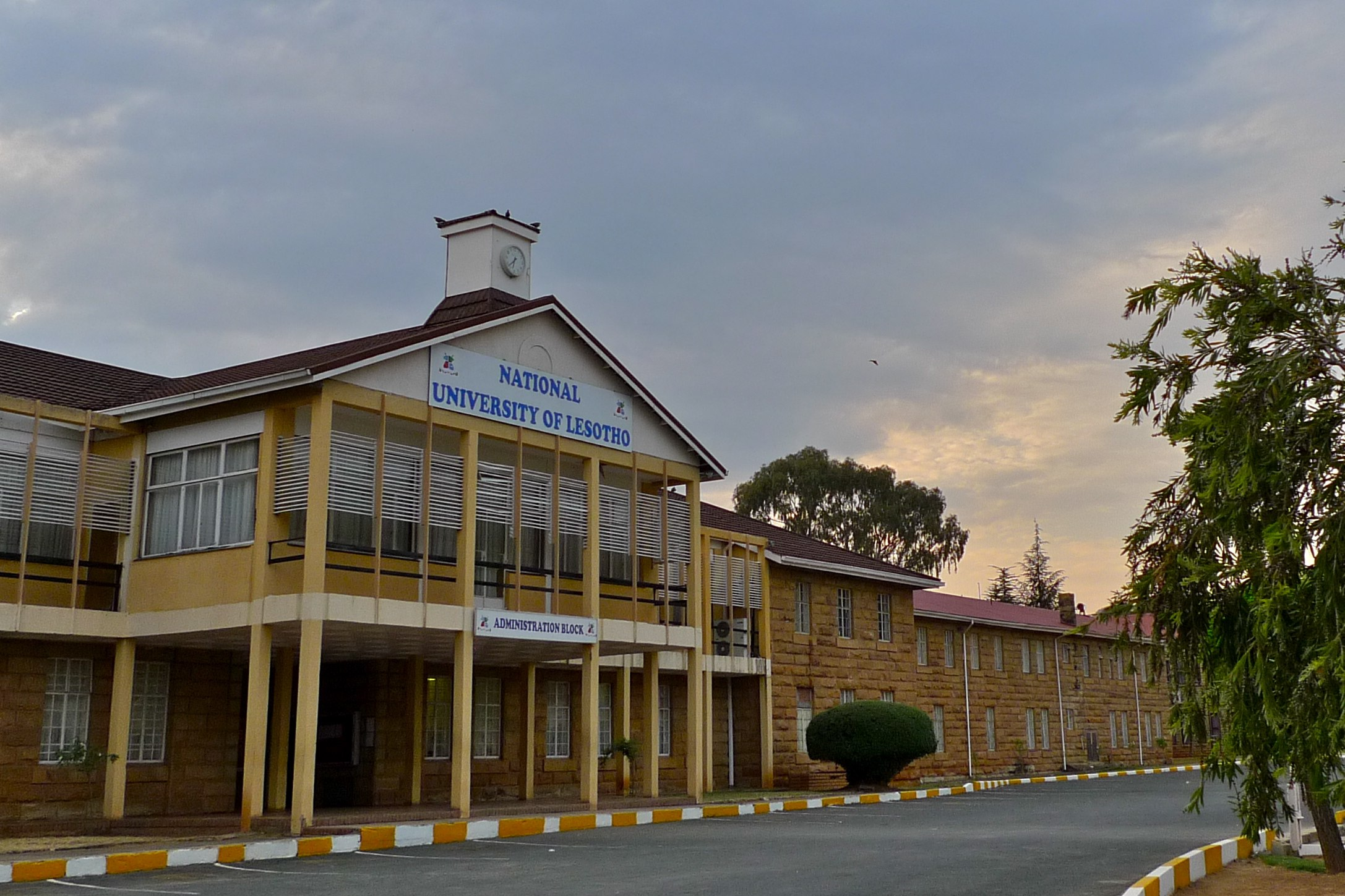
Edificio Administrativo de la Universidad Nacional de Lesoto

Para el año 2016 la prevalencia de adultos con el virus VIH en su organismo fue del 25%, la segunda más alta del mundo.

### Educación
Según las estimaciones, el 85% de las mujeres y el 68% de los hombres mayores de 15 años están alfabetizados, por lo que Lesoto tiene «una de las tasas de alfabetización más altas de África», en parte porque invierte más del 12% de su PIB en educación. La tasa de alfabetización femenina (84,93%) supera a la masculina (67,75%) en un 17,18%. Según un estudio realizado en 2000 por el Consorcio de África Meridional y Oriental para la Supervisión de la Calidad de la Educación, el 37% de los alumnos de sexto curso de Lesoto (con una edad media de 14 años) alcanzan o superan el nivel de lectura 4, «Lectura con sentido».
Un alumno con este nivel de alfabetización puede leer hacia delante o hacia atrás partes de un texto para enlazar e interpretar la información. Aunque la educación no es obligatoria, el Gobierno de Lesoto está implantando progresivamente un programa de enseñanza primaria gratuita. Según un informe de 2009, la tasa de alfabetización de adultos alcanza el 82%. Entre los niños menores de 5 años, el 20% tiene un peso inferior al normal.

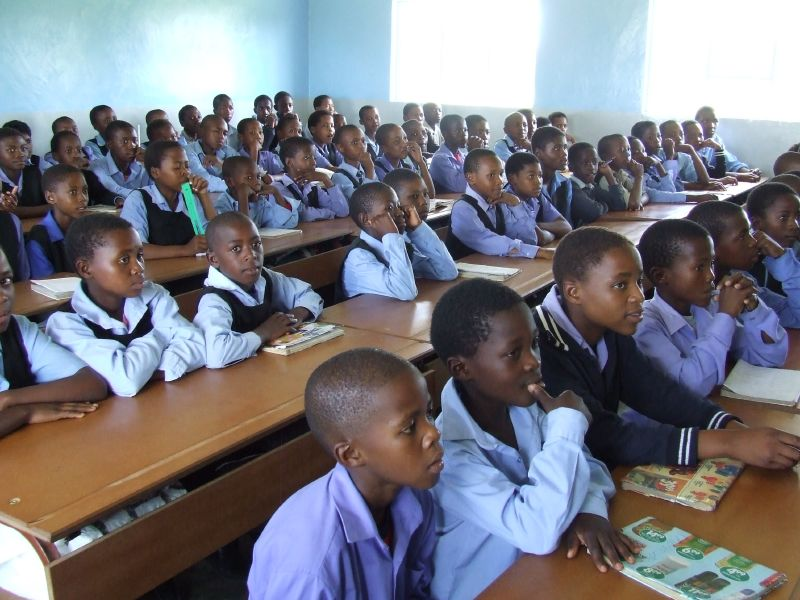
Alumnos en una Aula en Lesoto

Según la Unión Internacional de Telecomunicaciones, el 3,4% de la población utiliza Internet. Un servicio de Econet Telecom Lesotho amplió el acceso del país al correo electrónico a través de teléfonos móviles básicos de gama baja y, en consecuencia, mejoró el acceso a la información educativa. El Proyecto de Bibliotecas Africanas trabaja en la creación de bibliotecas escolares y de aldea en colaboración con el Cuerpo de Paz estadounidense de Lesoto y el distrito de educación de Butha-Buthe.

## Transporte
El transporte está muy poco desarrollado, esto se debe principalmente a la ubicación geográfica y a la condición económica del país. El transporte público también es deficiente, ya que hay muy pocos taxis y autobuses.

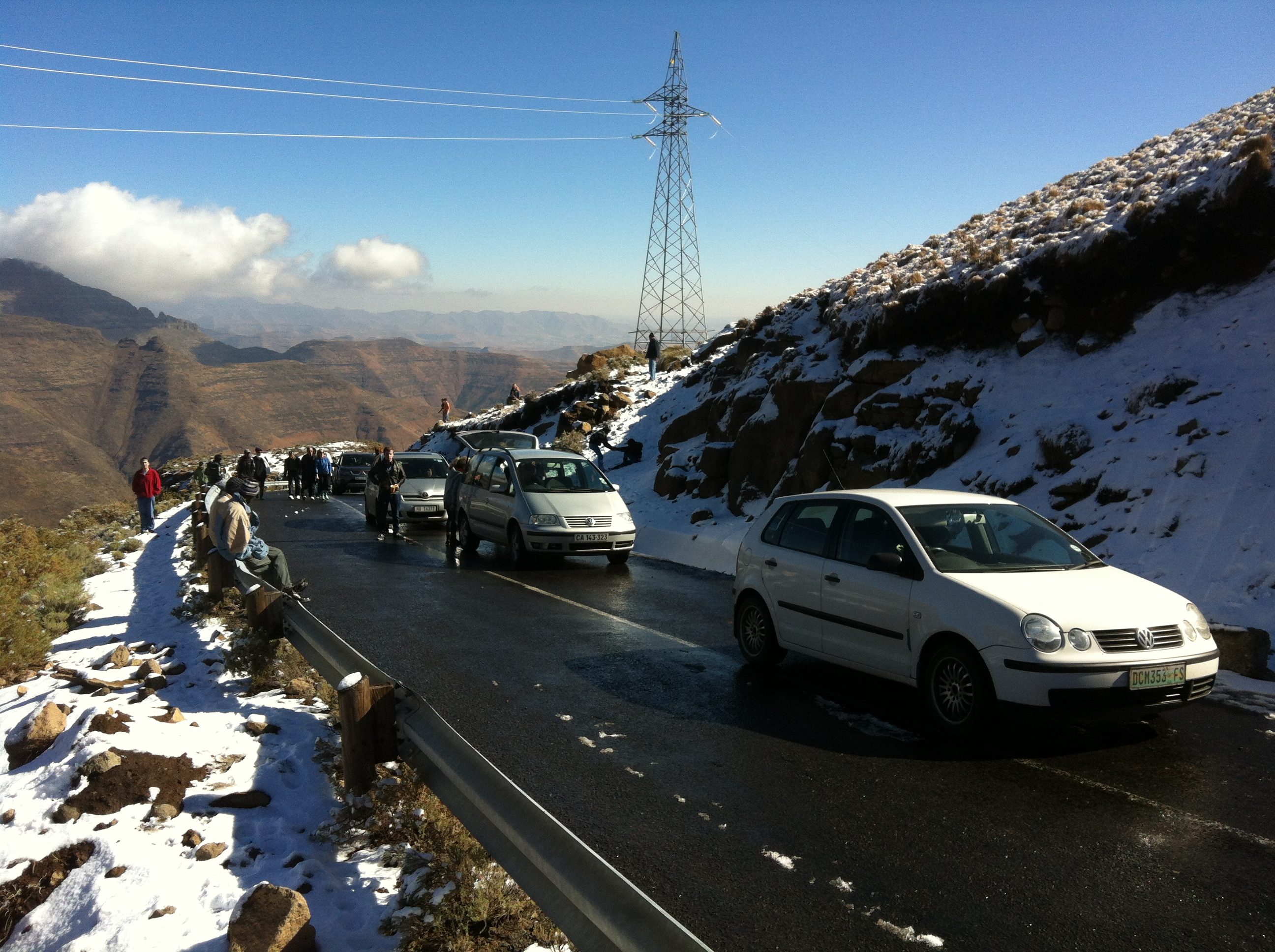
Una carretera en el Paso de Moteng rodeada de montañas con nieve

Antes de la independencia de Lesoto, en 1966, la única carretera asfaltada del país era la Kingsway de la capital, Maseru, entre el aeropuerto de Mejametalana y el Palacio Real. Desde principios de la década de 1970, la infraestructura viaria se ha desarrollado considerablemente. En 1999, Lesoto contaba con una red de carreteras de 5.940 kilómetros de longitud, de los cuales 1.087 kilómetros estaban asfaltados. Se ha dado más importancia a la conexión de los centros de distrito, pero también se han mejorado las carreteras del centro de Lesoto, como parte de las necesidades de construcción del Proyecto Hidrológico de las Tierras Altas de Lesoto.
La única línea ferroviaria de Lesoto es el ramal de Maseru, que conecta la capital, Maseru, con la línea Bloemfontein-Bethlehem de la red ferroviaria de Sudáfrica. Los últimos 1,6 kilómetros de esta línea, inaugurada el 18 de diciembre de 1905, se encuentran dentro de las fronteras de Lesoto, y van desde el puente fronterizo sobre el río Mohokare, pasando por el distrito industrial septentrional de Maseru, hasta la estación de esa ciudad, la única estación ferroviaria del país.

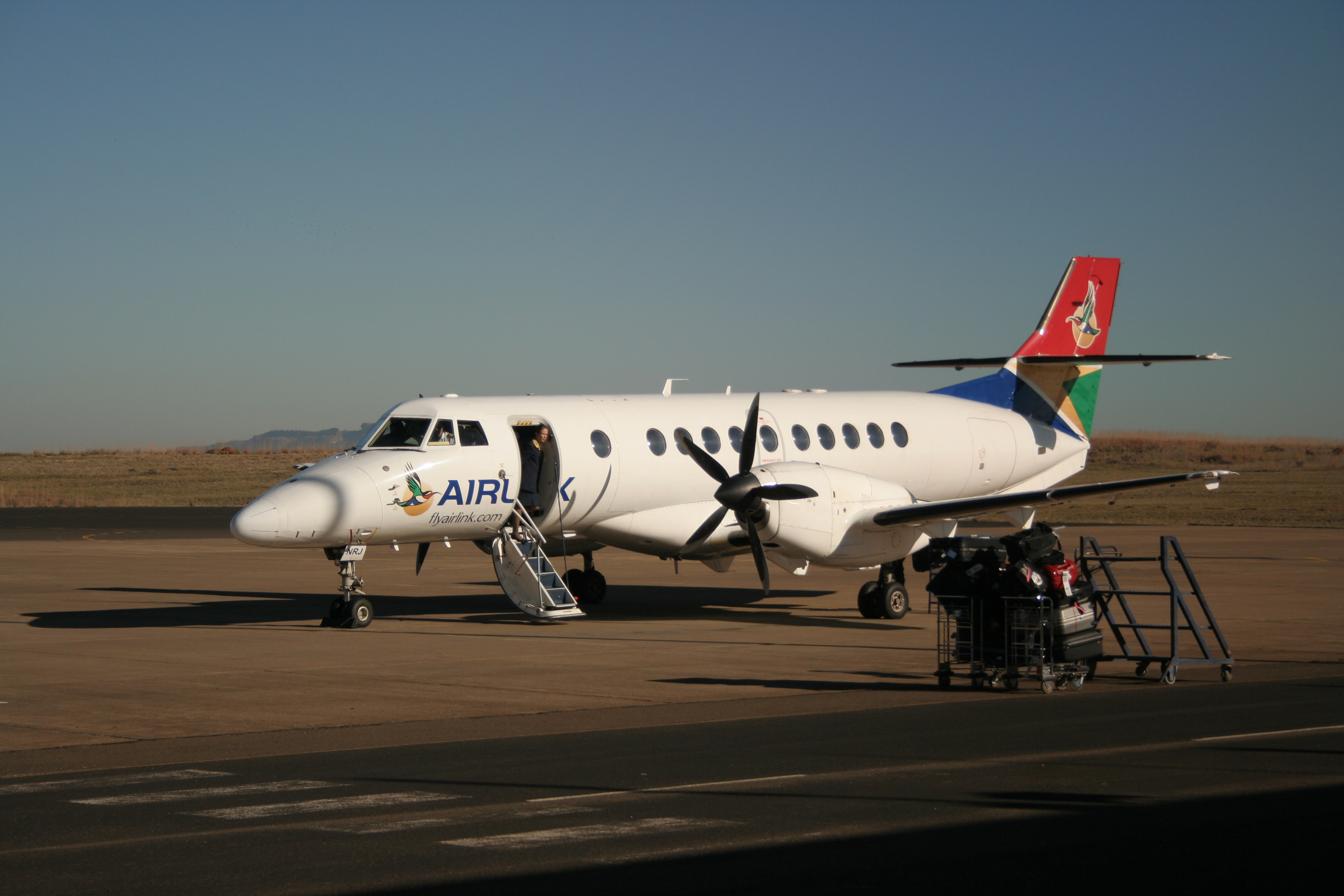
Un avión surafricano (ZS-NRJ) en el Aeropuerto Internacional de Maseru

Desde 2008 se habla de construir nuevas líneas ferroviarias para conectar Lesoto con Durban y Puerto Elizabeth.
Hay un total de 28 aeropuertos en Lesoto, de los cuales 3 tienen pistas pavimentadas. El único aeropuerto internacional es el Aeropuerto Internacional Moshoeshoe I, en Mazenod, a poca distancia al sureste de Maseru. La pista principal del aeropuerto de Moshoeshoe es la única con una longitud superior a 1.523 metros; mide 3.200 metros.
De los demás aeropuertos, uno tiene una pista pavimentada de entre 914 y 1.523 metros de longitud y otro una pista pavimentada con una longitud inferior a 914 metros. Cuatro de los aeropuertos tienen pistas sin pavimentar de entre 914 y 1.523 metros de longitud, y los demás tienen pistas sin pavimentar de menos de 914 metros. Todas las clasificaciones se realizan por la longitud de la pista más larga de un aeropuerto.
Lesoto no tiene salida al mar y depende completamente de Sudáfrica para el transporte marítimo. El puerto principal más cercano y el punto de transbordo para el país es Durban[5]. Recientemente, debido a los retrasos fuera de Durban, más empresas han estado utilizando las instalaciones de Port Elizabeth, que están 2 horas más al sur.

El transporte fluvial se limita a pequeños transbordadores en los cruces fluviales, y el Gobierno de Lesoto opera barcos en los principales cruces.

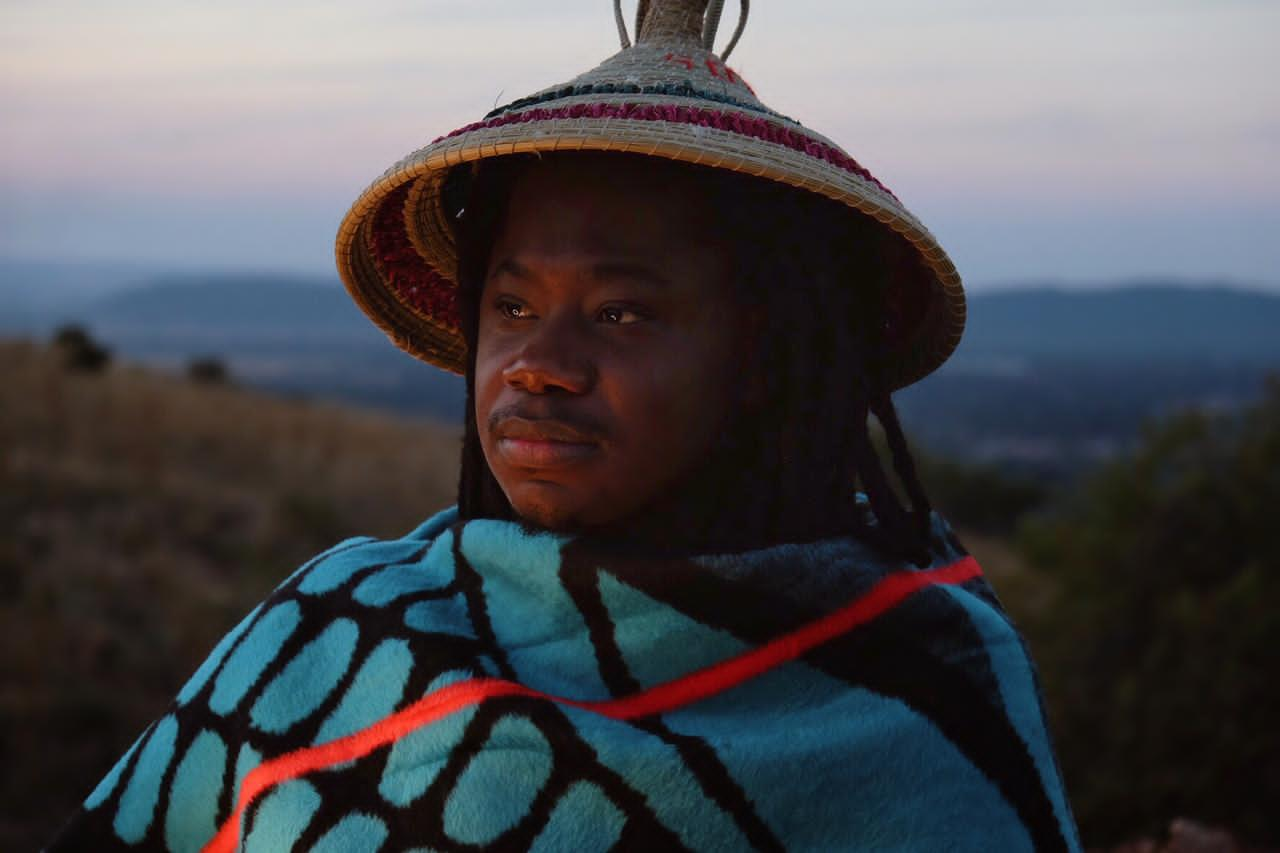
Un joven usando una vestimenta tradicional de Lesoto

## Cultura
Los instrumentos tradicionales incluyen el lekolulo (un tipo de flauta utilizado por muchachos), el setolo-tolo (tocado por los hombres utilizando su boca), y el thomo (instrumento de cuerdas usado por las mujeres).
El himno nacional de Lesoto es Lesotho Fatše La Bo-ntata Rona, cuya traducción literal es "Lesoto, tierra de nuestros padres".
El Festival de Arte y Cultura Morija es un prominente festival de música sesoto. Dicho festival se encuentra muy unido anualmente a la historia del pueblo de Morija, donde los primeros misioneros arribaron en 1833.
Los basutos, una nación que presume de su rica cultura, remontan sus orígenes a la prehistoria. Se dice que los basutos, también conocidos como sothohablantes, proceden del norte de África austral. Los basutos fueron descendiendo a medida que varias tribus se asentaban en distintas partes del país. Algunos grupos se asentaron en el oeste, mientras que otros lo hicieron en el este y más al sur. En la actualidad, estos diversos grupos se conocen respectivamente como tribus batswana, baPedi y basotho.

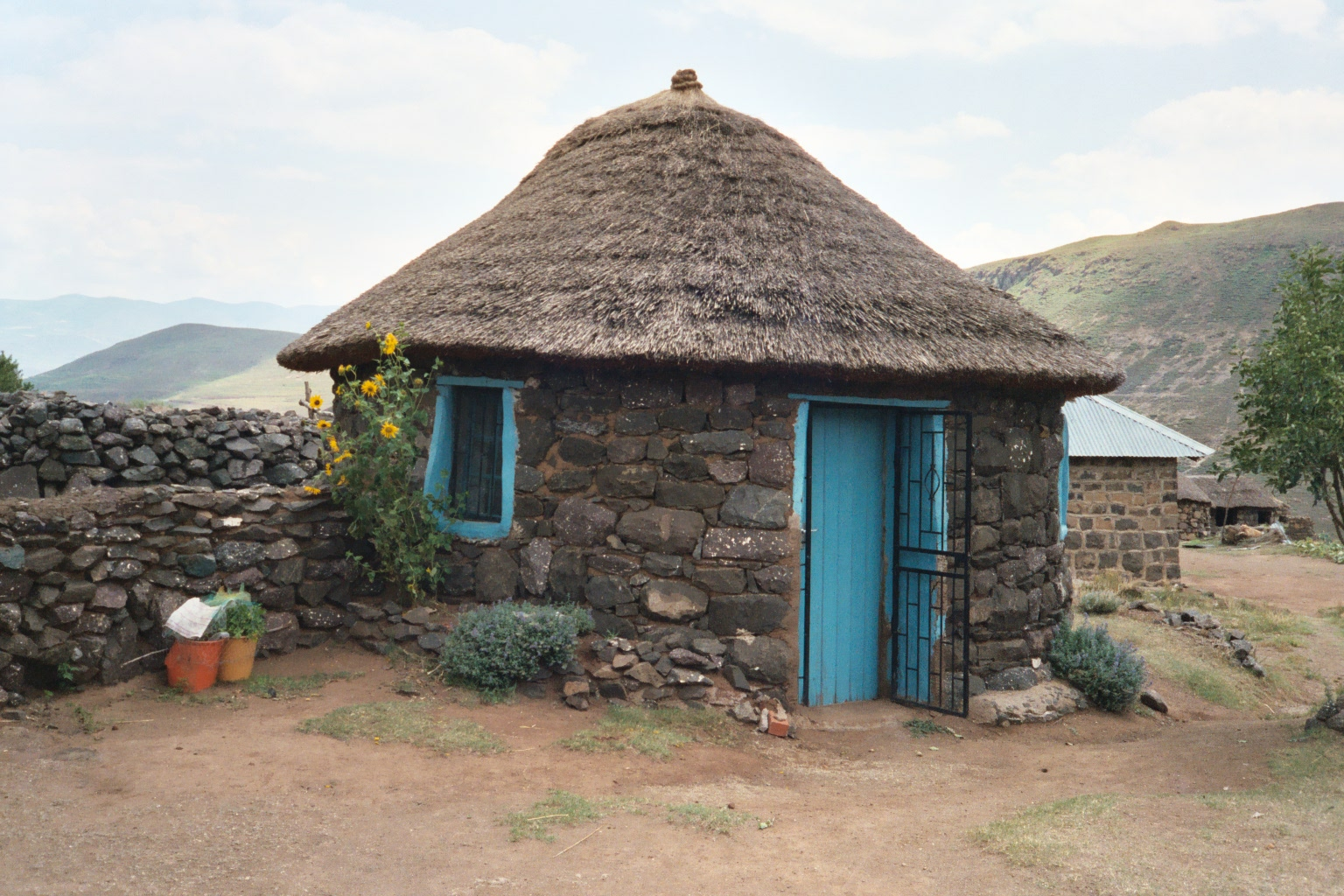
Una Rondavel, un tipo de choza de estilo africano común en Lesoto

Los basutos se asocian e identifican mediante el uso de los nombres de sus clanes, que especifican sus orígenes ancestrales; a saber, los bataung, los basia, los bafokeng, los makgolokoe y los bakuena et al. La familia real de Lesoto está formada en gran parte por bakuena.
Hasta 1822, estas tribus convivieron en paz hasta que fueron invadidas por nguni fugitivos que habían huido de Natal. Siguió una época de agitación política en la que las tribus se dividieron y repartieron por diferentes tierras. La tribu tlokoa siguió a los manthaisi y otras tribus a los sebetoane. Estas tribus sufrieron grandes pérdidas bajo los ataques de los ejércitos dirigidos por Shaka y Mzilikazi. Numerosas tribus siguieron a Moshoeshoe y se adentraron aún más en el sur del país, buscando refugio en la inconquistable Thaba-Bosiu. Moshoeshoe aceptó a todos los que habían sobrevivido a los ataques y pudo construir la nación basotho tal y como la conocemos hoy. Se dice que, en una época, su dominio se extendía desde el actual Lesoto hasta todo el Estado Libre.
La historia oral de los basutos está muy arraigada en el uso de tótems u odas familiares Liboko, cantos de alabanza o poemas Lithoko y narraciones Litsomo. Liboko se refiere a nombres de familias, clanes o tótems. En ellos se puede encontrar una historia clara, la filosofía y los orígenes de cada grupo tribal. Las odas familiares sirven para identificar y diferenciar un clan de otro.

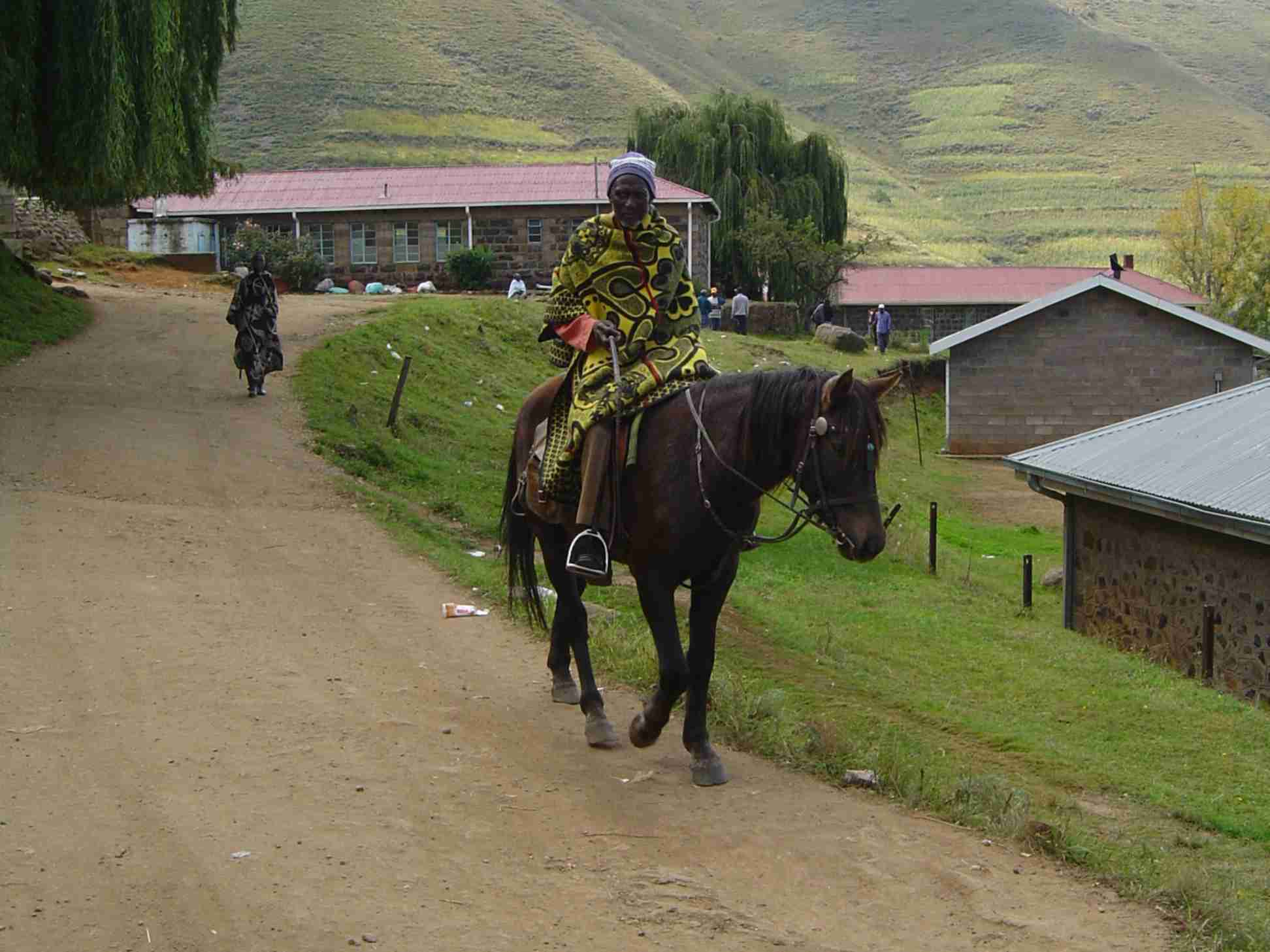
Hombre a caballo con un manta tradicional de Lesoto

Los litoko se inspiraban en la guerra y las batallas. Se centraban y basaban sobre todo en grandes jefes que llevaban a su pueblo a la victoria durante batallas y guerras. También se conocen como cantos de alabanza, y en ellos se pueden encontrar descripciones de los orígenes, acontecimientos históricos e incluso una mención a sistemas de creencias míticas.
El poema de alabanza a Moshoeshoe, que ha llegado a ser muy conocido, habla de la batalla entre Moshoeshoe y Monaheng, en la que Moshoeshoe utilizó su habilidad e ingenio para debilitar a Monaheng.
Tradicionalmente, las abuelas contaban los litsomo a sus nietos al atardecer, sentadas alrededor del fuego. Estas historias se utilizaban como herramienta educativa para guiar a los niños pequeños y advertirles de las cosas de las que debían mantenerse alejados o ser conscientes.

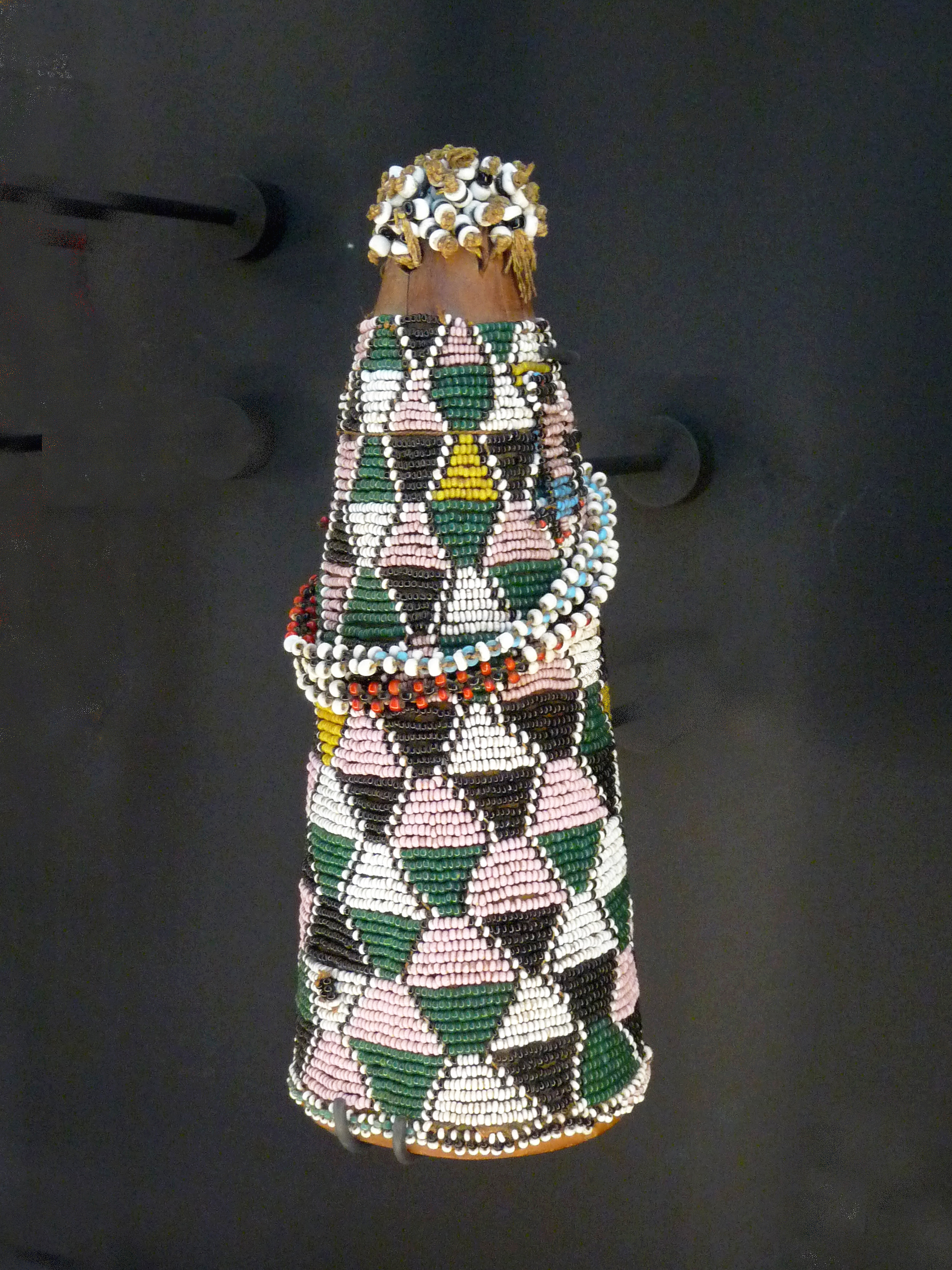
Muñeca de de Lesoto

Tradicionalmente, los basutos vestían de distintas maneras, dependiendo de la edad del individuo o de la ocasión. Tradicionalmente, las niñas se vestían con un collar de cuentas de arcilla llamado sefaha sa letsopa y un vestido de cuentas de arcilla llamado thethana ea banana. Tras la mayoría de edad, se confeccionaba una falda de fibra tejida o de piel de vaca conocida como mose oa lekoko. Los niños se vestían con tseha, una prenda interior de piel de oveja cortada en forma triangular y atada alrededor del cuerpo para cubrir las partes íntimas. Con la edad, esta prenda se alarga para cubrir más las piernas. Los hombres también solían adornarse con mantas de piel de animal. Para los jefes, esta manta se confeccionaba con pieles de gatos salvajes o de leopardo, conocidas como lehlosi. Otras mantas que llevaban los hombres eran la setipe y la mokhahla.
Los basutos también son conocidos por sus tocados. La mayoría están hechos de paja y hojas, y unos pocos, de pieles de animales. El más conocido es el mokorotlo. Se trata de un sombrero cónico hecho de una hierba llamada moseha. Se dice que su forma fue copiada de la montaña Qiloane, situada junto a Thaba Bosiu, en Lesoto. Otras formas de sombreros son el moliha-nyeoe y el ts'ets'e. Los sombreros de piel de animal son el kuoane, el kharetsana y el sekola, que tradicionalmente llevaban los guerreros.
La escuela de iniciación solía desempeñar un papel importante en la vida y el crecimiento de los jóvenes adultos dentro de la tradición basotho. La asistencia a la escuela de iniciación marcaba la mayoría de edad de hombres y mujeres. Era un rito de iniciación por el que todos tenían que pasar. En estas escuelas se enseñaba a chicos y chicas a ser miembros activos de la sociedad. A los chicos se les enseñaba resistencia y valor, mientras que a las chicas se les enseñaba a cuidar de la casa. En las escuelas de iniciación, los niños se convertían en hombres y las niñas en mujeres.

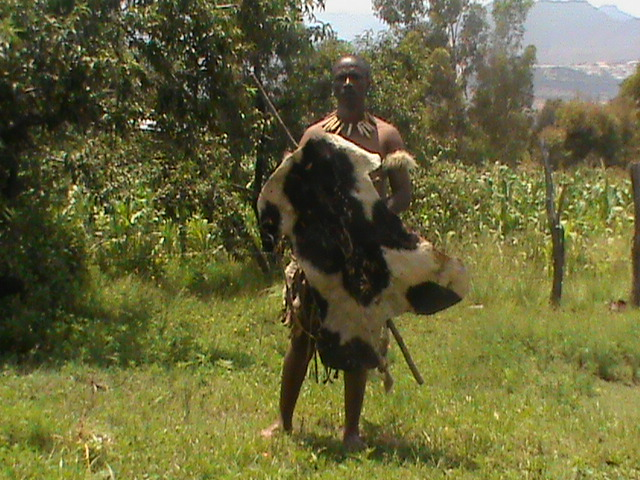
Un hombre luciendo un traje tradicional de Guerreros de Lesoto

Los basutos se alimentaban principalmente de la agricultura y la ganadería. Los hombres y los niños se ocupaban de los animales y de su bienestar, mientras que las mujeres trabajaban los campos y recogían agua de los manantiales.
La dieta de los basutos consistía en una variedad de alimentos como maíz, mijo, melones, calabazas, guisantes, judías y cacahuetes molidos. Los principales animales domésticos eran ovejas, cabras, aves y vacas, siendo el ganado vacuno el animal más codiciado. Las bayas silvestres y otros frutos silvestres que se encontraban estacionalmente constituían una grata variación en su dieta. El alcohol tradicional, conocido simplemente como jwala, desempeñaba un papel importante en la cultura basotho, especialmente durante las ceremonias tradicionales.
Los basutos tenían un modo de vida que se consideraba sencillo y carente de complicaciones. Es durante una inspección más cercana cuando se pueden ver y comprender las complejidades de sus estructuras sociales y políticas. El papel que cada individuo desempeñaba en la construcción no sólo de su familia inmediata, sino de todo el pueblo y la sociedad, no puede darse por sentado. Los ancianos se reunían en torno a los niños de la aldea y compartían historias impregnadas de mitos y magia como forma de educarlos. Los grandes guerreros y las guerras tenían cantos de alabanza que representaban la escena de la batalla y los acontecimientos ocurridos como forma de documentación y cada clan declaraba sus propias alabanzas que hablaban de su origen.

La llegada de los misioneros y, en años posteriores, la modernidad, provocaron cambios en la mayoría de los aspectos de la cultura basotho. La mayoría de las formas tradicionales de hacer las cosas se mantienen hoy en día, mientras que algunos aspectos se han abandonado o alterado con el paso de los años. A pesar de todo, los basutos siguen siendo conocidos como una nación de paz, un legado que su fundador Moshoeshoe les ha dejado y que perdurará durante generaciones.

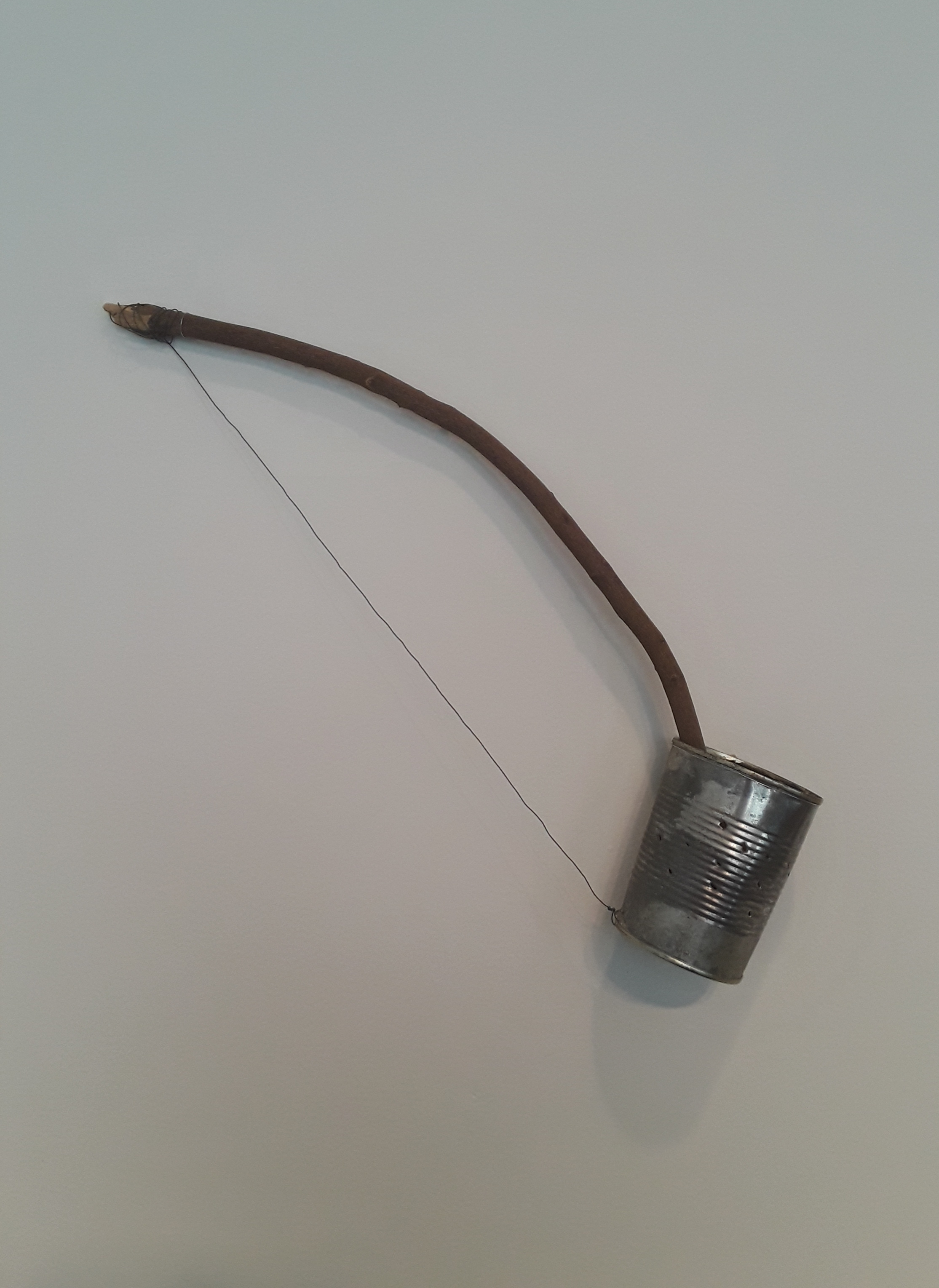
El Mamokhorong un instrumento musical tradicional en Lesoto

### Música
.La cultura basotho está inmersa en tradiciones musicales. El himno nacional de Lesoto es «Lesotho Fatse La Bontata Rona». Escrita por François Coillard, un misionero francés, aparece en el popular juego de ordenador «Los Sims 2: Universidad» como tema de una videoconsola para el minijuego «A-maz-ing Matey».
Entre los instrumentos musicales tradicionales figuran el lekolulo, una especie de flauta que tocan los niños pastores; el setolo-tolo, parecido a un arpa de mandíbula alargada que tocan los hombres con la boca; y el thomo de cuerda de las mujeres. Más recientemente se ha popularizado el mamokhorong, a veces conocido como sekhankula.
Los coros vocales, que cantan música religiosa en sesotho, son muy populares. Estos coros se forman en pueblos, ciudades, iglesias, etc., y pueden escucharse en la radio todas las noches. La música góspel de Lesoto cuenta con el apoyo de artistas como Justice Mofoleng y Joey Mofoleng, su joven hermano. Los músicos góspel de Lesoto utilizan su música para evangelizar y apoyar a los desconsolados.
Como enclave de Sudáfrica, no es de extrañar que los músicos sudafricanos tengan muchos seguidores en Lesoto. En la radio se escuchan con frecuencia varios estilos de afro pop subsahariano, hip-hop sesoto, RnB, deep house, soulful house, dancehall, jazz, kwaito y reggae.
Aunque la música sudafricana suele gustar en Lesoto, hay muchos seguidores del famo (música sesotho contemporánea, en la que destacan el acordeón y el tambor de lata de aceite), como el de Mosotho Chakela. La industria discográfica es incipiente, pero muchos de los músicos basutos firman contratos con empresas sudafricanas, lo que socava las perspectivas de crecimiento.  Malome Vector, Ntate Stunna, Taiylor Manson y Juvy son músicos muy conocidos en la industria musical sudafricana. Malome Vector ha firmado un contrato con la conocida discográfica Ambitiouz Entertainment.
El Festival Artístico y Cultural de Morija es un importante festival de música sesoto que se celebra anualmente y pone de relieve la danza y la música del pueblo basotho.

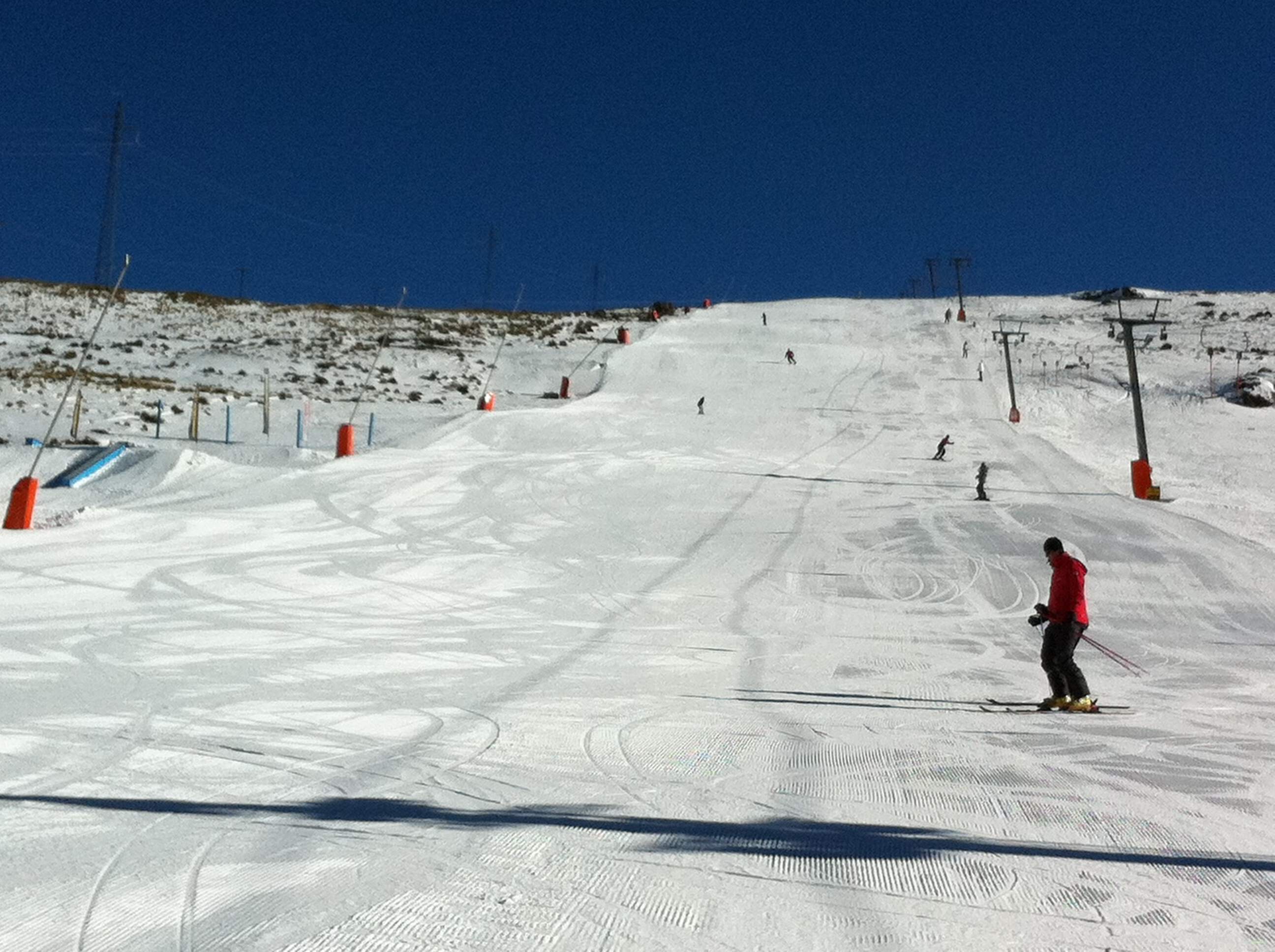
En invierno algunos locales y extranjeros practican el esquí y deportes similares

## Deporte
Lesoto participó por primera vez en unos Juegos Olímpicos en 1972 y ha enviado atletas a competir en todos los Juegos Olímpicos de Verano desde entonces, excepto cuando boicoteó los Juegos Olímpicos de Verano de 1976 junto con la mayoría de las demás naciones africanas. Lesoto nunca ha participado en los Juegos Olímpicos de Invierno.
Hasta la fecha, ningún atleta de Lesoto ha ganado una medalla olímpica.
El Comité Olímpico Nacional de Lesoto (Lesotho National Olympic Committee, LNOC) se creó en 1971 y fue reconocido por el Comité Olímpico Internacional en 1972.
El fútbol en Lesoto está gestionado por la Asociación de Fútbol de Lesoto (Lesotho Football Association), que administra la selección nacional de fútbol y la Premier League, se trata del deporte más popular del país.

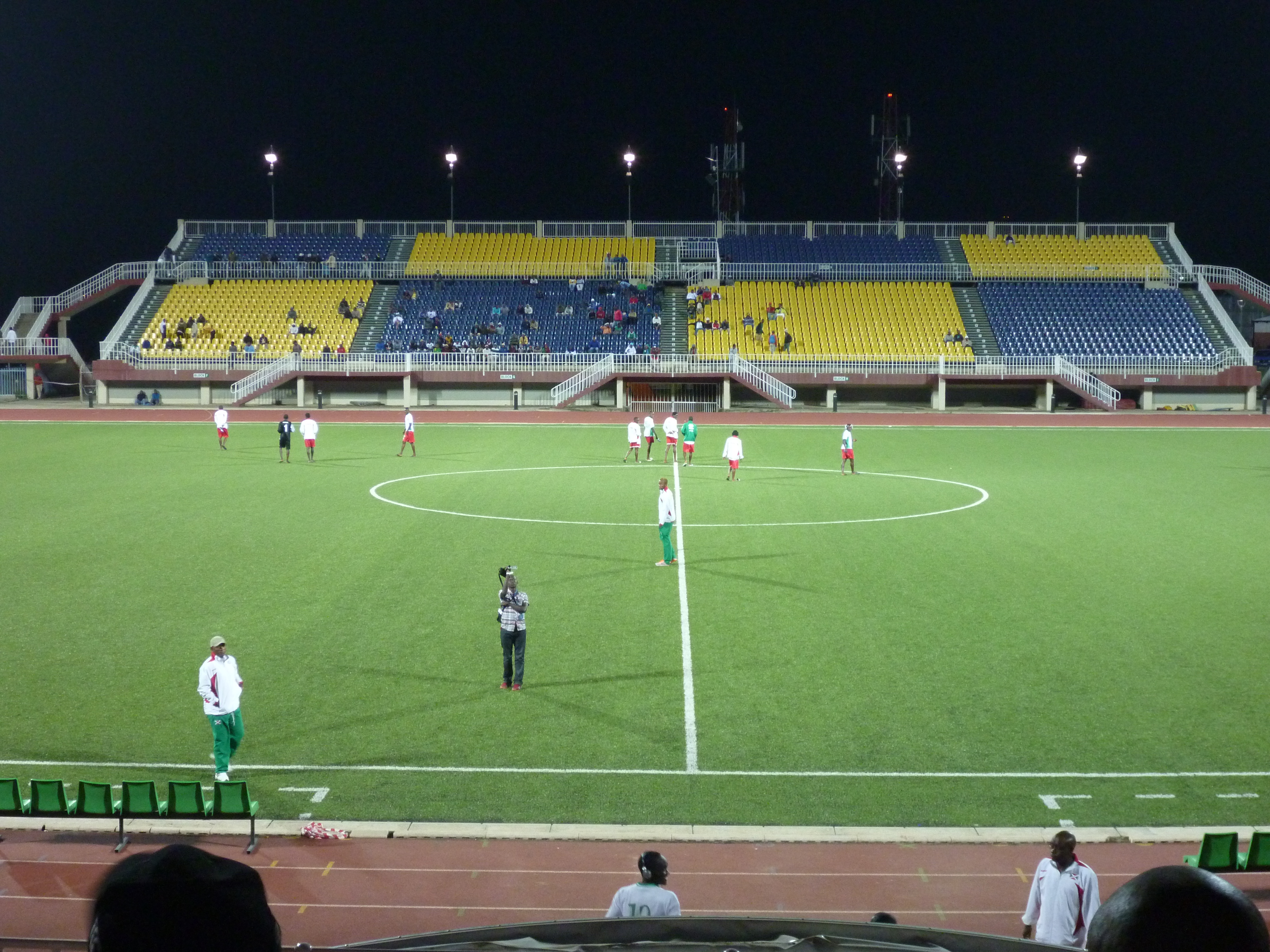
El estadio Setsoto es la sede de la Selección nacional de Fútbol de Lesoto

La Asociación de Fútbol de Lesoto fue fundada en 1932 y rebautizada, en 1992, como «Asociación de Fútbol de Lesoto» (LEFA). En 1964 se adhirió a la FIFA y a la CAF. El actual presidente es el abogado Salemane Phafane.
La Lesotho Premier League se fundó en 1970 como la máxima liga nacional. En ocasiones llevaba el nombre de patrocinadores. Por ejemplo, durante la temporada 2013/14 se llamó Vodacom Premier League. La mayoría de los clubes proceden de la capital, Maseru. Algunos clubes están asociados a instituciones como el ejército, la policía y la judicatura. El plato fuerte anual son los partidos de copa con motivo de las celebraciones de la independencia, el 4 de octubre, en los que participan cuatro equipos cada uno. Los 14 clubes de la Premier League de Lesoto se disputan el trofeo.
Entre los campeones históricos figuran el Matlama FC de Maseru y el Lesotho Defense Force, así como sus predecesores de Maseru, cada uno con diez títulos (incluido un título del Matlama en 1969). El servicio penitenciario de Lesoto / Lesotho Correctional Services ha ganado seis títulos de liga, el Lioli FC cinco títulos y el Arsenal FC, el Linare FC y el Maseru United / Maseru Brothers tres títulos cada uno. El Lioli FC es también el club más laureado del país que no procede de Maseru.